# Wereldkampioenschap voetbal 2010 (kwalificatie CAF)
Namens de Afrikaanse bond CAF deden 51 van de 53 landen mee aan de kwalificatie om vijf beschikbare plaatsen in de eindronde van het wereldkampioenschap voetbal 2010. Sao Tomé en Principe en de Centraal-Afrikaanse Republiek trokken zich na de loting voor de eerste ronde terug. Van deze 53 landen was Zuid-Afrika, als organisator, automatisch gekwalificeerd.
Zuid-Afrika nam wel deel aan het kwalificatietoernooi, ondanks dat het was geplaatst als organisator voor de WK-eindronde, omdat het kwalificatietoernooi tegelijkertijd het kwalificatietoernooi was voor de Afrikaans kampioenschap voetbal 2010 dat in Angola wordt gehouden. Mocht Zuid-Afrika in de derde ronde groepswinnaar worden, dan zou het land dat als tweede zou eindigen in die groep, zich voor het WK plaatsen.

## Opzet
De kwalificatie bestond uit meerdere delen. In oktober en november 2007 speelden de 10 zwakste landen (volgens de FIFA-wereldranglijst) onderling een beslissingswedstrijd (uit- en thuis). De vijf winnaars plaatsten zich voor de tweede ronde waarvoor de 43 sterkste landen zich direct plaatsten. Deze 48 teams werden in twaalf groepen van vier landen ingedeeld. De twaalf groepswinnaars en de acht beste nummers twee gingen door naar de derde ronde. In deze ronde werden de 20 landen verdeeld in vijf groepen van vier landen. De groepswinnaar plaatste zich voor het WK.
De loting voor de tweede ronde vond plaats op 25 november 2007 in Durban, Zuid-Afrika

## Gekwalificeerde landen (WK)
Onderstaande landen kwalificeerden zich voor het wereldkampioenschap voetbal van 2010. 
| FIFA-lid    | Kwalificatie | Kwal. datum      | Aantal dln. (incl. 2010) | Dln. op rij | Eerste dln. | Laatste dln. | Titels (excl. 2010) | Beste prestatie |
| ----------- | ------------ | ---------------- | ------------------------ | ----------- | ----------- | ------------ | ------------------- | --------------- |
| Algerije    | 1e Groep C   | 18 november 2009 | 3e                       | 1           | 1982        | 1986         | 0                   | Groepsfase      |
| Ghana       | 1e Groep D   | 6 september 2009 | 2e                       | 2           | 2006        | 2006         | 0                   | Achtste finale  |
| Ivoorkust   | 1e Groep E   | 10 oktober 2009  | 2e                       | 2           | 2006        | 2006         | 0                   | Groepsfase      |
| Kameroen    | 1e Groep A   | 14 november 2009 | 6e                       | 1           | 1982        | 2002         | 0                   | Kwartfinale     |
| Nigeria     | 1e Groep B   | 14 november 2009 | 4e                       | 1           | 1994        | 2002         | 0                   | Achtste finale  |
| Zuid-Afrika | Gastland     | 15 mei 2004      | 3e                       | 1           | 1998        | 2002         | 0                   | Groepsfase      |

## Eerste ronde

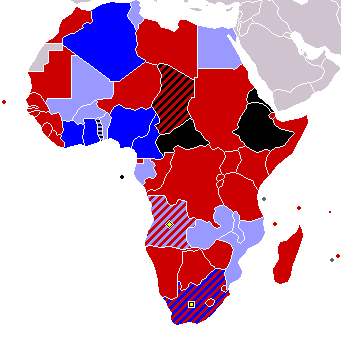
Resultaat:
Landen die zich kwalificeerden voor het WK en de Afrika cup
Landen die zich kwalificeerden voor de Afrika Cup
Landen die zich niet kwalificeerden voor de Afrika cup
Landen die werden gediskwalificeerd of die zich terugtrokken
■ Gastland WK 2010
◆ Gastland Afrika Cup 2010

In eerste instantie zouden de 10 zwakste Afrikaanse landen, volgens de FIFA-wereldranglijst van juli 2007, deelnemen en zouden de vijf winnaars van de dubbele ontmoetingen naar de tweede ronde gaan. Na de loting trokken op 31 augustus Sao Tomé en Principe en de Centraal-Afrikaanse Republiek zich terug. Beide landen hadden eigenlijk tegen elkaar moeten spelen en dus was het nodig om de loting aan te passen omdat er anders in de tweede ronde een team te weinig zou spelen. Hierop besloot de FIFA in overleg met het CAF om de twee sterkste landen van de resterende acht, Swaziland en de Seychellen, automatisch te plaatsen in de tweede ronde. De oorspronkelijk geplande opponenten van deze twee landen spelen nu tegen elkaar in de eerste ronde.
Oorspronkelijke loting

 Madagaskar -  Comoren

 Sierra Leone -  Guinee-Bissau

 Somalië -  Swaziland

 Seychellen -  Djibouti

 Sao Tomé en Principe -  Centraal-Afrikaanse Republiek

### Wedstrijden
| Team 1       | Totaal | Team 2        | 1e wedstrijd | 2e wedstrijd |
| ------------ | ------ | ------------- | ------------ | ------------ |
| Madagaskar   | 10–2   | Comoren       | 6–2          | 4–0          |
| Djibouti     | 1–0    | Somalië       | 1–0          | X            |
| Sierra Leone | 1–0    | Guinee-Bissau | 1–0          | 0–0          |

|                                                  |                                                                         |         |                            |                                                                                      |
| 14 oktober 2007 «onderlinge duels» 14:30 (UTC+3) | Madagaskar                                                              | 6 – 2   | Comoren                    | Mahamasinastadion, Antananarivo Toeschouwers: 7.754 Scheidsrechter: Wellington Kaoma |
| 14 oktober 2007 «onderlinge duels» 14:30 (UTC+3) | Andriantsima 30', 40', 49' (pen.), 57' Rakotomandimby 65' Tsaralaza 79' | Verslag | 6' Midtadi 53' (pen.) Ibor | Mahamasinastadion, Antananarivo Toeschouwers: 7.754 Scheidsrechter: Wellington Kaoma |

|                                                   |         |         |                                                       |                                                                                     |
| 17 november 2007 «onderlinge duels» 15:00 (UTC+3) | Comoren | 0 – 4   | Madagaskar                                            | Said Mohamed Cheikhstadion, Moroni Toeschouwers: 1.610 Scheidsrechter: Jerome Damon |
| 17 november 2007 «onderlinge duels» 15:00 (UTC+3) |         | Verslag | 38', 52' Nomenjanaharay 62' Rakotomandimby 74' Robson | Said Mohamed Cheikhstadion, Moroni Toeschouwers: 1.610 Scheidsrechter: Jerome Damon |

Madagaskar won met 10–2 over 2 wedstrijden en plaatst zich voor de tweede ronde.
|                                                   |               |         |         | |
| 16 november 2007 «onderlinge duels» 16:00 (UTC+3) | Djibouti      | 1 – 0   | Somalië | El Hadj Hassan Gouled Aptidon Stadion, Djibouti Toeschouwers: 10.000 Scheidsrechter: Khalid Abdel Rahman |
| 16 november 2007 «onderlinge duels» 16:00 (UTC+3) | H. Yassin 84' | Verslag |         | El Hadj Hassan Gouled Aptidon Stadion, Djibouti Toeschouwers: 10.000 Scheidsrechter: Khalid Abdel Rahman |

Djibouti plaatst zich voor de volgende ronde, er werd geen wedstrijd in Somalië gespeeld1.
|                                                |              |         |               |                                                                            |
| 17 oktober 2007 «onderlinge duels» 16:30 (UTC) | Sierra Leone | 1 – 0   | Guinee-Bissau | Nationaal Stadion, Freetown Toeschouwers: 25.000 Scheidsrechter: Sule Mana |
| 17 oktober 2007 «onderlinge duels» 16:30 (UTC) | Conteh 15'   | Verslag |               | Nationaal Stadion, Freetown Toeschouwers: 25.000 Scheidsrechter: Sule Mana |

|                                                 |               |       |              |                                                                                    |
| 17 november 2007 «onderlinge duels» 16:30 (UTC) | Guinee-Bissau | 0 – 0 | Sierra Leone | Estádio 24 de Setembro, Bissau Toeschouwers: 12.000 Scheidsrechter: Josepf Odartei |
| 17 november 2007 «onderlinge duels» 16:30 (UTC) | Verslag       |       |              | Estádio 24 de Setembro, Bissau Toeschouwers: 12.000 Scheidsrechter: Josepf Odartei |

Sierra Leone won met 1–0 over twee wedstrijden en plaatst zich voor de tweede ronde.

## Tweede ronde

### Loting
Bij de loting op 25 november 2007 in Durban, Zuid-Afrika werden de 48 teams in 12 groepen van 4 landen geloot. Voorafgaand aan de loting zijn de landen naar sterkte ingedeeld in 4 potten van elk 12 teams. Die indeling was conform de FIFA-wereldranglijst van juli 2007. Uit elke pot werd elk land in een andere groep geloot. Landen die in dezelfde pot zijn ingedeeld konden dus niet tegen elkaar spelen.
| Pot A                                                                                   | Pot B | Pot C                                                                                                   | Pot D |
| --------------------------------------------------------------------------------------- | --- | --- | --- |
| Kameroen Nigeria Ivoorkust Marokko Ghana Tunesië Egypte Guinee Senegal Mali Angola Togo | Zambia Zuid-Afrika Kaapverdië Congo-Kinshasa Algerije Burkina Faso Benin Mozambique Libië Ethiopië Congo-Brazzaville Zimbabwe | Oeganda Botswana Equatoriaal-Guinea Tanzania Gabon Malawi Soedan Burundi Liberia Rwanda Eritrea Namibië | Gambia Mauritanië Kenia Tsjaad Lesotho Mauritius Niger Swaziland Seychellen Sierra Leone Madagaskar Djibouti |

### Groep 1
Meevoudig deelnemer aan het WK Kameroen had met nog twee wedstrijden te spelen maar één punt voorsprong op het Kaapverdisch voetbalelftal en kwam in de onderlinge wedstrijd op een 1-0 achterstand. In de tweede helft werkte Kameroen de achterstand weg, Kaapverdië verloor ook de volgende wedstrijd en behoorde niet tot de sterkste nummer-twee-landen om door te gaan naar de Play-Offs.
| Nr. | Land       | GW | W | G | V | DV | DT | DS  | Ptn | Resultaat                                   |
| --- | ---------- | -- | - | - | - | -- | -- | --- | --- | ------------------------------------------- |
| 1   | Kameroen   | 6  | 5 | 1 | 0 | 14 | 2  | +12 | 16  | Naar de derde ronde.                        |
| 2   | Kaapverdië | 6  | 3 | 0 | 3 | 7  | 8  | –1  | 9   | Uitgeschakeld als slechtste vier nummers 2. |
| 3   | Tanzania   | 6  | 2 | 2 | 2 | 9  | 6  | +3  | 8   |                                             |
| 4   | Mauritius  | 6  | 0 | 1 | 5 | 3  | 17 | –14 | 1   |                                             |

|                                              |             |         |               | |
| 31 mei 2008 «onderlinge duels» 16:00 (UTC+3) | Tanzania    | 1 – 1   | Mauritius     | Benjamin Mkapa Nationaal Stadion, Dar es Salaam Toeschouwers: 35.000 Scheidsrechter: Kenias Marange |
| 31 mei 2008 «onderlinge duels» 16:00 (UTC+3) | Mrwanda 70' | Verslag | 39' Marquette | Benjamin Mkapa Nationaal Stadion, Dar es Salaam Toeschouwers: 35.000 Scheidsrechter: Kenias Marange |

|                                              |                             |         |            |                                                                                             |
| 31 mei 2008 «onderlinge duels» 15:30 (UTC+1) | Kameroen                    | 2 – 0   | Kaapverdië | Stade Omnisports Ahmadou Ahidjo, Yaoundé Toeschouwers: 20.000 Scheidsrechter: Kokou Djaoupe |
| 31 mei 2008 «onderlinge duels» 15:30 (UTC+1) | R. Song 8' Eto'o 56' (pen.) | Verslag |            | Stade Omnisports Ahmadou Ahidjo, Yaoundé Toeschouwers: 20.000 Scheidsrechter: Kokou Djaoupe |

|                                              |             |         |          |                                                                                 |
| 7 juni 2008 «onderlinge duels» 16:00 (UTC−1) | Kaapverdië  | 1 – 0   | Tanzania | Estádio da Várzea, Praia Toeschouwers: 6.000 Scheidsrechter: Abdellah El Achiri |
| 7 juni 2008 «onderlinge duels» 16:00 (UTC−1) | Babanco 73' | Verslag |          | Estádio da Várzea, Praia Toeschouwers: 6.000 Scheidsrechter: Abdellah El Achiri |

|                                             |           |         |                               |                                                                                    |
| 8 juni 2008 «onderlinge duels» 15:00 (UTC+4 | Mauritius | 0 – 3   | Kameroen                      | Stade George V, Curepipe Toeschouwers: 2.400 Scheidsrechter: Jose Antonio De Sousa |
| 8 juni 2008 «onderlinge duels» 15:00 (UTC+4 |           | Verslag | 11' Bikey 27' Eto'o 87' Bebbe | Stade George V, Curepipe Toeschouwers: 2.400 Scheidsrechter: Jose Antonio De Sousa |

|                                               |          |       |          |                                                                                                   |
| 14 juni 2008 «onderlinge duels» 16:00 (UTC+3) | Tanzania | 0 – 0 | Kameroen | Benjamin Mkapa Nationaal Stadion, Dar es Salaam Toeschouwers: 55.000 Scheidsrechter: Coffi Codjia |
| 14 juni 2008 «onderlinge duels» 16:00 (UTC+3) | Verslag  |       |          | Benjamin Mkapa Nationaal Stadion, Dar es Salaam Toeschouwers: 55.000 Scheidsrechter: Coffi Codjia |

|                                              |           |         |                 |                                                                               |
| 15 juni 2008 «onderlinge duels» 15:00 (UTC+4 | Mauritius | 0 – 1   | Kaapverdië      | Stade George V, Curepipe Toeschouwers: 1.480 Scheidsrechter: Wellington Kaoma |
| 15 juni 2008 «onderlinge duels» 15:00 (UTC+4 |           | Verslag | 43' (pen.) Dady | Stade George V, Curepipe Toeschouwers: 1.480 Scheidsrechter: Wellington Kaoma |

|                                               |                |         |             |                                                                                          |
| 21 juni 2008 «onderlinge duels» 15:30 (UTC+1) | Kameroen       | 2 – 1   | Tanzania    | Stade Omnisports Ahmadou Ahidjo, Yaoundé Toeschouwers: 25.000 Scheidsrechter: John Mendy |
| 21 juni 2008 «onderlinge duels» 15:30 (UTC+1) | Eto'o 67', 89' | Verslag | 78' Mrwanda | Stade Omnisports Ahmadou Ahidjo, Yaoundé Toeschouwers: 25.000 Scheidsrechter: John Mendy |

|                                               |                            |         |            |                                                                                     |
| 22 juni 2008 «onderlinge duels» 16:00 (UTC−1) | Kaapverdië                 | 3 – 1   | Mauritius  | Estádio da Várzea, Praia Toeschouwers: 2.850 Scheidsrechter: Koman Coulibaly (Mali) |
| 22 juni 2008 «onderlinge duels» 16:00 (UTC−1) | Dady 45+1', 57' Soares 76' | Verslag | 67' Sophie | Estádio da Várzea, Praia Toeschouwers: 2.850 Scheidsrechter: Koman Coulibaly (Mali) |

|                                                  |               |         |                                          |                                                                          |
| 6 september 2008 «onderlinge duels» 15:00 (UTC+4 | Mauritius     | 1 – 4   | Tanzania                                 | Stade George V, Curepipe Toeschouwers: 103 Scheidsrechter: Alfred Ndinya |
| 6 september 2008 «onderlinge duels» 15:00 (UTC+4 | Marquette 13' | Verslag | 12' Nsajigwa 19' Khalfan 30', 34' Tegete | Stade George V, Curepipe Toeschouwers: 103 Scheidsrechter: Alfred Ndinya |

|                                                   |            |         |                      |                                                                                   |
| 6 september 2008 «onderlinge duels» 16:00 (UTC−1) | Kaapverdië | 1 – 2   | Kameroen             | Estádio da Várzea, Praia Toeschouwers: 5.000 Scheidsrechter: Jean-Claude Labrosse |
| 6 september 2008 «onderlinge duels» 16:00 (UTC−1) | Lito 39'   | Verslag | 51' Emana 65' Tchoyi | Estádio da Várzea, Praia Toeschouwers: 5.000 Scheidsrechter: Jean-Claude Labrosse |

|                                                  |                               |         |            |                                                                                                   |
| 11 oktober 2008 «onderlinge duels» 16:00 (UTC+3) | Tanzania                      | 3 – 1   | Kaapverdië | Benjamin Mkapa Nationaal Stadion, Dar es Salaam Toeschouwers: 10.000 Scheidsrechter: Jerome Damon |
| 11 oktober 2008 «onderlinge duels» 16:00 (UTC+3) | Iddy 5' Tegete 26' Ngassa 74' | Verslag | 34' Semedo | Benjamin Mkapa Nationaal Stadion, Dar es Salaam Toeschouwers: 10.000 Scheidsrechter: Jerome Damon |

|                                                  |                                                     |         |           | |
| 11 oktober 2008 «onderlinge duels» 15:30 (UTC+1) | Kameroen                                            | 5 – 0   | Mauritius | Stade Omnisports Ahmadou Ahidjo, Yaoundé Toeschouwers: 12.000 Scheidsrechter: Mohamed Ould Lemghambodj |
| 11 oktober 2008 «onderlinge duels» 15:30 (UTC+1) | Eto'o 26', 47' (pen.) Meyong Ze 57', 73' Makoun 71' | Verslag |           | Stade Omnisports Ahmadou Ahidjo, Yaoundé Toeschouwers: 12.000 Scheidsrechter: Mohamed Ould Lemghambodj |

### Groep 2
Na vier wedstrijden stond Guinee samen met Kenia aan kop met zeven punten uit vier wedstrijden. Kenia verloor de eerste wedstrijd van het zwak geachte Namibië, maar won de volgende wedstrijd met 2-0 van Guinee. Zimbabwe was ook nog kansrijk met vijf punten, maar verspeelde zijn kansen in de vijfde speelronde door doelpuntloos gelijk te spelen tegen Guinee. Guinee won in een directe confrontatie met 3-2 van Kenia, Kenia plaatste zich ook voor de volgende ronde als een van de beste nummers twee.
| Nr. | Land     | GW | W | G | V | DV | DT | DS | Ptn | Resultaat            |
| --- | -------- | -- | - | - | - | -- | -- | -- | --- | -------------------- |
| 1   | Guinee   | 6  | 3 | 2 | 1 | 9  | 5  | +4 | 11  | Naar de derde ronde. |
| 2   | Kenia    | 6  | 3 | 1 | 2 | 8  | 5  | +3 | 10  | Naar de derde ronde. |
| 3   | Zimbabwe | 6  | 1 | 3 | 2 | 4  | 6  | –2 | 6   |                      |
| 4   | Namibië  | 6  | 2 | 0 | 4 | 7  | 12 | –5 | 6   |                      |

|                                              |                        |         |             |                                                                                 |
| 31 mei 2008 «onderlinge duels» 16:00 (UTC+1) | Namibië                | 2 – 1   | Kenia       | Sam Nujomastadion, Windhoek Toeschouwers: 6.000 Scheidsrechter: Muhmed Ssegonga |
| 31 mei 2008 «onderlinge duels» 16:00 (UTC+1) | Risser 14' Khaiseb 89' | Verslag | 40' Makacha | Sam Nujomastadion, Windhoek Toeschouwers: 6.000 Scheidsrechter: Muhmed Ssegonga |

|                                            |         |       |          |                                                                                     |
| 1 juni 2008 «onderlinge duels» 17:00 (UTC) | Guinee  | 0 – 0 | Zimbabwe | Stade du 28 Septembre, Conakry Toeschouwers: 12.000 Scheidsrechter: Djamel Haimoudi |
| 1 juni 2008 «onderlinge duels» 17:00 (UTC) | Verslag |       |          | Stade du 28 Septembre, Conakry Toeschouwers: 12.000 Scheidsrechter: Djamel Haimoudi |

|                                              |                |         |        |                                                                                     |
| 7 juni 2008 «onderlinge duels» 16:00 (UTC+3) | Kenia          | 2 – 0   | Guinee | Nationaal Stadion Nyayo, Nairobi Toeschouwers: 35.000 Scheidsrechter: Lambert Eyene |
| 7 juni 2008 «onderlinge duels» 16:00 (UTC+3) | Oliech 3', 50' | Verslag |        | Nationaal Stadion Nyayo, Nairobi Toeschouwers: 35.000 Scheidsrechter: Lambert Eyene |

|                                              |                        |         |         |                                                                          |
| 8 juni 2008 «onderlinge duels» 15:00 (UTC+2) | Zimbabwe               | 2 – 0   | Namibië | Rufarostadion, Harare Toeschouwers: 27.979 Scheidsrechter: Verson Lwanja |
| 8 juni 2008 «onderlinge duels» 15:00 (UTC+2) | Mushangazhike 27', 68' | Verslag |         | Rufarostadion, Harare Toeschouwers: 27.979 Scheidsrechter: Verson Lwanja |

|                                               |                       |         |          |                                                                                     |
| 14 juni 2008 «onderlinge duels» 16:00 (UTC+3) | Kenia                 | 2 – 0   | Zimbabwe | Nationaal Stadion Nyayo, Nairobi Toeschouwers: 27.500 Scheidsrechter: Badara Diatta |
| 14 juni 2008 «onderlinge duels» 16:00 (UTC+3) | Mariga 12' Oliech 85' | Verslag |          | Nationaal Stadion Nyayo, Nairobi Toeschouwers: 27.500 Scheidsrechter: Badara Diatta |

|                                               |            |         |                                |                                                                                 |
| 14 juni 2008 «onderlinge duels» 15:00 (UTC+1) | Namibië    | 1 – 2   | Guinee                         | Sam Nujomastadion, Windhoek Toeschouwers: 5.000 Scheidsrechter: Emmanuel Imiere |
| 14 juni 2008 «onderlinge duels» 15:00 (UTC+1) | Bester 41' | Verslag | 25' Is. Bangoura 45' Feindouno | Sam Nujomastadion, Windhoek Toeschouwers: 5.000 Scheidsrechter: Emmanuel Imiere |

|                                               |          |       |       |                                                                       |
| 22 juni 2008 «onderlinge duels» 15:00 (UTC+2) | Zimbabwe | 0 – 0 | Kenia | Rufarostadion, Harare Toeschouwers: 23.000 Scheidsrechter: Alex Kotey |
| 22 juni 2008 «onderlinge duels» 15:00 (UTC+2) | Verslag  |       |       | Rufarostadion, Harare Toeschouwers: 23.000 Scheidsrechter: Alex Kotey |

|                                             |                                          |         |         |                                                                                             |
| 22 juni 2008 «onderlinge duels» 17:00 (UTC) | Guinee                                   | 4 – 0   | Namibië | Stade du 28 Septembre, Conakry Toeschouwers: 15.000 Scheidsrechter: Herminio Monteiro Lopes |
| 22 juni 2008 «onderlinge duels» 17:00 (UTC) | Feindouno 32' Is. Bangoura 36', 54', 58' | Verslag |         | Stade du 28 Septembre, Conakry Toeschouwers: 15.000 Scheidsrechter: Herminio Monteiro Lopes |

|                                                   |                  |         |         | |
| 6 september 2008 «onderlinge duels» 16:00 (UTC+3) | Kenia            | 1 – 0   | Namibië | Moi International Sports Centre, Nairobi Toeschouwers: 40.000 Scheidsrechter: Jean-Marie Hicuburundi |
| 6 september 2008 «onderlinge duels» 16:00 (UTC+3) | Jamal 44' (pen.) | Verslag |         | Moi International Sports Centre, Nairobi Toeschouwers: 40.000 Scheidsrechter: Jean-Marie Hicuburundi |

|                                                   |          |       |        |                                                                         |
| 7 september 2008 «onderlinge duels» 15:00 (UTC+2) | Zimbabwe | 0 – 0 | Guinee | Rufarostadion, Harare Toeschouwers: 23.000 Scheidsrechter: Divine Evehe |
| 7 september 2008 «onderlinge duels» 15:00 (UTC+2) | Verslag  |       |        | Rufarostadion, Harare Toeschouwers: 23.000 Scheidsrechter: Divine Evehe |

|                                                  |                                         |         |                           |                                                                                 |
| 11 oktober 2008 «onderlinge duels» 16:00 (UTC+2) | Namibië                                 | 4 – 2   | Zimbabwe                  | Sam Nujomastadion, Windhoek Toeschouwers: 4.000 Scheidsrechter: Koman Coulibaly |
| 11 oktober 2008 «onderlinge duels» 16:00 (UTC+2) | Risser 20', 49' Bester 32' Shipanga 44' | Verslag | 51' Nyandoro 83' Malajila | Sam Nujomastadion, Windhoek Toeschouwers: 4.000 Scheidsrechter: Koman Coulibaly |

|                                                |                                      |         |                       |                                                                                  |
| 12 oktober 2008 «onderlinge duels» 16:15 (UTC) | Guinee                               | 3 – 2   | Kenia                 | Stade du 28 Septembre, Conakry Toeschouwers: 16.400 Scheidsrechter: Eddy Maillet |
| 12 oktober 2008 «onderlinge duels» 16:15 (UTC) | Is. Bangoura 31' Bah 51' Zayatte 80' | Verslag | 70' Ouma 90+3' Oliech | Stade du 28 Septembre, Conakry Toeschouwers: 16.400 Scheidsrechter: Eddy Maillet |

### Groep 3
Angola was deelnemer aan het laatste WK en begon de cyclus met twee overwinningen, waaronder een 3-0 zege tegen de belangrijkste concurrent Benin. In het tweeluik tegen Oeganda verspeelde Angola dure punten (één punt uit twee wedstrijden), Benin won op de vijfde speeldag met 3-2 en was zeker van de eerste plaats in de groep. Angola eindigde op de tweede plaats in de groep, maar eindigde niet bij de beste nummers twee om door te gaan.
| Nr. | Land    | GW | W | G | V | DV | DT | DS | Ptn | Resultaat                                   |
| --- | ------- | -- | - | - | - | -- | -- | -- | --- | ------------------------------------------- |
| 1   | Benin   | 6  | 4 | 0 | 2 | 12 | 8  | +4 | 12  | Naar de derde ronde.                        |
| 2   | Angola  | 6  | 3 | 1 | 2 | 11 | 8  | +3 | 10  | Uitgeschakeld als slechtste vier nummers 2. |
| 3   | Oeganda | 6  | 3 | 1 | 2 | 8  | 9  | –1 | 10  |                                             |
| 4   | Niger   | 6  | 1 | 0 | 5 | 5  | 11 | –6 | 3   |                                             |

|                                              |             |         |       |                                                                                      |
| 31 mei 2008 «onderlinge duels» 16:00 (UTC+3) | Oeganda     | 1 – 0   | Niger | Mandela Nationaal Stadion, Kampala Toeschouwers: 25.000 Scheidsrechter: Divine Evehe |
| 31 mei 2008 «onderlinge duels» 16:00 (UTC+3) | Sekagya 56' | Verslag |       | Mandela Nationaal Stadion, Kampala Toeschouwers: 25.000 Scheidsrechter: Divine Evehe |

|                                              |                                 |         |       |                                                                                |
| 1 juni 2008 «onderlinge duels» 15:30 (UTC+1) | Angola                          | 3 – 0   | Benin | Estádio dos Coqueiros, Luanda Toeschouwers: 6.000 Scheidsrechter: Jerome Damon |
| 1 juni 2008 «onderlinge duels» 15:30 (UTC+1) | Flávio 60' Job 78' Mendonça 84' | Verslag |       | Estádio dos Coqueiros, Luanda Toeschouwers: 6.000 Scheidsrechter: Jerome Damon |

|                                              |                                                   |         |             |                                                                                 |
| 8 juni 2008 «onderlinge duels» 16:00 (UTC+1) | Benin                                             | 4 – 1   | Oeganda     | Stade de l'Amitié, Cotonou Toeschouwers: 10.200 Scheidsrechter: Ousmane Karembe |
| 8 juni 2008 «onderlinge duels» 16:00 (UTC+1) | Omotoyossi 15', 86' O. Tchomogo 17' Sessègnon 69' | Verslag | 8' Ssepuuya | Stade de l'Amitié, Cotonou Toeschouwers: 10.200 Scheidsrechter: Ousmane Karembe |

|                                              |             |         |                           |                                                                                       |
| 8 juni 2008 «onderlinge duels» 16:00 (UTC+1) | Niger       | 1 – 2   | Angola                    | Stade Général Seyni Kountché, Niamey Toeschouwers: 23.000 Scheidsrechter: Slim Jedidi |
| 8 juni 2008 «onderlinge duels» 16:00 (UTC+1) | Alassane 3' | Verslag | 29' Flávio 72' Yamba Asha | Stade Général Seyni Kountché, Niamey Toeschouwers: 23.000 Scheidsrechter: Slim Jedidi |

|                                               |                                        |         |               |                                                                                      |
| 14 juni 2008 «onderlinge duels» 16:00 (UTC+3) | Oeganda                                | 3 – 1   | Angola        | Mandela Nationaal Stadion, Kampala Toeschouwers: 20.000 Scheidsrechter: Eddy Maillet |
| 14 juni 2008 «onderlinge duels» 16:00 (UTC+3) | Ssepuuya 7' Batabaire 19' Wagaluka 75' | Verslag | 90' Mantorras | Mandela Nationaal Stadion, Kampala Toeschouwers: 20.000 Scheidsrechter: Eddy Maillet |

|                                               |       |         |                                |                                                                                          |
| 14 juni 2008 «onderlinge duels» 16:00 (UTC+1) | Niger | 0 – 2   | Benin                          | Stade Général Seyni Kountché, Niamey Toeschouwers: 5.000 Scheidsrechter: Djamel Haimoudi |
| 14 juni 2008 «onderlinge duels» 16:00 (UTC+1) |       | Verslag | 59' S. Tchomogo 65' Omotoyossi | Stade Général Seyni Kountché, Niamey Toeschouwers: 5.000 Scheidsrechter: Djamel Haimoudi |

|                                               |                               |         |       |                                                                                       |
| 22 juni 2008 «onderlinge duels» 16:00 (UTC+1) | Benin                         | 2 – 0   | Niger | Stade de l'Amitié, Cotonou Toeschouwers: 25.000 Scheidsrechter: Jean-Claude Niyongabo |
| 22 juni 2008 «onderlinge duels» 16:00 (UTC+1) | Ahouéya 45' Anicet 53' (e.d.) | Verslag |       | Stade de l'Amitié, Cotonou Toeschouwers: 25.000 Scheidsrechter: Jean-Claude Niyongabo |

|                                               |         |       |         |                                                                             |
| 23 juni 2008 «onderlinge duels» 15:30 (UTC+1) | Angola  | 0 – 0 | Oeganda | Estádio dos Coqueiros, Luanda Toeschouwers: 7.500 Scheidsrechter: Sule Mana |
| 23 juni 2008 «onderlinge duels» 15:30 (UTC+1) | Verslag |       |         | Estádio dos Coqueiros, Luanda Toeschouwers: 7.500 Scheidsrechter: Sule Mana |

|                                                   |                               |         |                     |                                                                                 |
| 7 september 2008 «onderlinge duels» 16:00 (UTC+1) | Benin                         | 3 – 2   | Angola              | Stade de l'Amitié, Cotonou Toeschouwers: 30.000 Scheidsrechter: Mohamed Benouza |
| 7 september 2008 «onderlinge duels» 16:00 (UTC+1) | Adenon 2' Omotoyossi 52', 66' | Verslag | 12' Flávio 78' Locó | Stade de l'Amitié, Cotonou Toeschouwers: 30.000 Scheidsrechter: Mohamed Benouza |

|                                                   |                               |         |          |                                                                                         |
| 7 september 2008 «onderlinge duels» 16:30 (UTC+1) | Niger                         | 3 – 1   | Oeganda  | Stade Général Seyni Kountché, Niamey Toeschouwers: 5.000 Scheidsrechter: Joseph Lamptey |
| 7 september 2008 «onderlinge duels» 16:30 (UTC+1) | Issoufou 68', 85' Kamilou 87' | Verslag | 33' Obua | Stade Général Seyni Kountché, Niamey Toeschouwers: 5.000 Scheidsrechter: Joseph Lamptey |

|                                                  |                |         |                |                                                                                          |
| 12 oktober 2008 «onderlinge duels» 16:00 (UTC+3) | Oeganda        | 2 – 1   | Benin          | Mandela Nationaal Stadion, Kampala Toeschouwers: 2.913 Scheidsrechter: Esam Abd El Fatah |
| 12 oktober 2008 «onderlinge duels» 16:00 (UTC+3) | Massa 50', 53' | Verslag | 30' Omotoyossi | Mandela Nationaal Stadion, Kampala Toeschouwers: 2.913 Scheidsrechter: Esam Abd El Fatah |

|                                                  |                                               |         |            |                                                                                   |
| 12 oktober 2008 «onderlinge duels» 16:00 (UTC+1) | Angola                                        | 3 – 1   | Niger      | Estádio dos Coqueiros, Luanda Toeschouwers: 3.200 Scheidsrechter: Michel Gasingwa |
| 12 oktober 2008 «onderlinge duels» 16:00 (UTC+1) | Daouda 53' (e.d.) Gilberto 68' Zé Kalanga 73' | Verslag | 20' Mallam | Estádio dos Coqueiros, Luanda Toeschouwers: 3.200 Scheidsrechter: Michel Gasingwa |

### Groep 4
Zuid-Afrika was al geplaatst voor het WK als organiserend land, maar omdat de WK-kwalificatie synchroon liep met kwalificatie voor de Afrika-Cup deed Zuid-Afrika toch mee. Door recente, teleurstellende resultaten werd Zuid-Afrika niet een van de twaalf groepshoofden en speelde het tegen het sterke Nigeria, dat twee keer te sterk was. Ernstiger was dat Zuid-Afrika maar één punt haalde tegen Sierra Leone. De ploeg haalde nog wel de tweede plaats in de groep, maar eindigde op de laatste plaats voor het klassement om de tweede plaats. De Braziliaanse bondscoach Joel Santana werd ontslagen, zijn voorganger en landgenoot Carlos Alberto Parreira volgde hem op, maar het was wel duidelijk dat de voormalige wereldkampioen een zware klus zou hebben Zuid-Afrika goed te laten presenteren op het WK.
| Nr. | Land               | GW | W | G | V | DV | DT | DS  | Ptn | Resultaat                                   |
| --- | ------------------ | -- | - | - | - | -- | -- | --- | --- | ------------------------------------------- |
| 1   | Nigeria            | 6  | 6 | 0 | 0 | 11 | 1  | +10 | 18  | Naar de derde ronde.                        |
| 2   | Zuid-Afrika        | 6  | 2 | 1 | 3 | 5  | 5  | 0   | 7   | Uitgeschakeld als slechtste vier nummers 2. |
| 3   | Sierra Leone       | 6  | 2 | 1 | 3 | 4  | 8  | –4  | 7   |                                             |
| 4   | Equatoriaal-Guinea | 6  | 1 | 0 | 5 | 4  | 10 | –6  | 3   |                                             |

|                                              |                      |         |              |                                                                                   |
| 1 juni 2008 «onderlinge duels» 15:30 (UTC+1) | Equatoriaal-Guinea   | 2 – 0   | Sierra Leone | Nuevo Estadio de Malabo, Malabo Toeschouwers: 13.000 Scheidsrechter: Coffi Codjia |
| 1 juni 2008 «onderlinge duels» 15:30 (UTC+1) | Ronan 47' Epitié 57' | Verslag |              | Nuevo Estadio de Malabo, Malabo Toeschouwers: 13.000 Scheidsrechter: Coffi Codjia |

|                                              |                        |         |             |                                                                          |
| 1 juni 2008 «onderlinge duels» 16:00 (UTC+1) | Nigeria                | 2 – 0   | Zuid-Afrika | Abujastadion, Abuja Toeschouwers: 50.000 Scheidsrechter: Koman Coulibaly |
| 1 juni 2008 «onderlinge duels» 16:00 (UTC+1) | Uche 10' Nwaneri 45+1' | Verslag |             | Abujastadion, Abuja Toeschouwers: 50.000 Scheidsrechter: Koman Coulibaly |

|                                              |                                           |         |                    |                                                                                         |
| 7 juni 2008 «onderlinge duels» 15:00 (UTC+2) | Zuid-Afrika                               | 4 – 1   | Equatoriaal-Guinea | Atteridgeville Super Stadium, Pretoria Toeschouwers: 10.000 Scheidsrechter: Abdou Diouf |
| 7 juni 2008 «onderlinge duels» 15:00 (UTC+2) | Dikgacoi 9', 90+3' Moriri 33' Fanteni 62' | Verslag | 78' (pen.) Juvenal | Atteridgeville Super Stadium, Pretoria Toeschouwers: 10.000 Scheidsrechter: Abdou Diouf |

|                                            |              |         |          |                                                                            |
| 7 juni 2008 «onderlinge duels» 14:30 (UTC) | Sierra Leone | 0 – 1   | Nigeria  | Nationaal Stadion, Freetown Toeschouwers: 25.000 Scheidsrechter: Sam Korti |
| 7 juni 2008 «onderlinge duels» 14:30 (UTC) |              | Verslag | 88' Yobo | Nationaal Stadion, Freetown Toeschouwers: 25.000 Scheidsrechter: Sam Korti |

|                                             |                   |         |             |                                                                               |
| 14 juni 2008 «onderlinge duels» 14:30 (UTC) | Sierra Leone      | 1 – 0   | Zuid-Afrika | Nationaal Stadion, Freetown Toeschouwers: 15.000 Scheidsrechter: Lassina Pare |
| 14 juni 2008 «onderlinge duels» 14:30 (UTC) | Kallon 22' (pen.) | Verslag |             | Nationaal Stadion, Freetown Toeschouwers: 15.000 Scheidsrechter: Lassina Pare |

|                                               |                    |         |         |                                                                                 |
| 15 juni 2008 «onderlinge duels» 15:30 (UTC+1) | Equatoriaal-Guinea | 0 – 1   | Nigeria | Nuevo Estadio de Malabo, Malabo Toeschouwers: 15.200 Scheidsrechter: John Mendy |
| 15 juni 2008 «onderlinge duels» 15:30 (UTC+1) |                    | Verslag | 5' Yobo | Nuevo Estadio de Malabo, Malabo Toeschouwers: 15.200 Scheidsrechter: John Mendy |

|                                               |             |       |              |                                                                                          |
| 21 juni 2008 «onderlinge duels» 15:00 (UTC+2) | Zuid-Afrika | 0 – 0 | Sierra Leone | Atteridgeville Super Stadium, Pretoria Toeschouwers: 12.000 Scheidsrechter: Divine Evehe |
| 21 juni 2008 «onderlinge duels» 15:00 (UTC+2) | Verslag     |       |              | Atteridgeville Super Stadium, Pretoria Toeschouwers: 12.000 Scheidsrechter: Divine Evehe |

|                                               |                        |         |                    |                                                                       |
| 21 juni 2008 «onderlinge duels» 16:00 (UTC+1) | Nigeria                | 2 – 0   | Equatoriaal-Guinea | Abujastadion, Abuja Toeschouwers: 20.000 Scheidsrechter: Jamel Ambaya |
| 21 juni 2008 «onderlinge duels» 16:00 (UTC+1) | Yakubu 45' I. Uche 84' | Verslag |                    | Abujastadion, Abuja Toeschouwers: 20.000 Scheidsrechter: Jamel Ambaya |

|                                                   |             |         |             |                                                                                |
| 6 september 2008 «onderlinge duels» 15:00 (UTC+2) | Zuid-Afrika | 0 – 1   | Nigeria     | Telkom Park, Port Elizabeth Toeschouwers: 25.000 Scheidsrechter: Verson Lwanja |
| 6 september 2008 «onderlinge duels» 15:00 (UTC+2) |             | Verslag | 71' I. Uche | Telkom Park, Port Elizabeth Toeschouwers: 25.000 Scheidsrechter: Verson Lwanja |

|                                                 |                     |         |                    |                                                                                  |
| 6 september 2008 «onderlinge duels» 16:30 (UTC) | Sierra Leone        | 2 – 1   | Equatoriaal-Guinea | Nationaal Stadion, Freetown Toeschouwers: 22.000 Scheidsrechter: Noumandiez Doué |
| 6 september 2008 «onderlinge duels» 16:30 (UTC) | Conteh 30' Suma 73' | Verslag | 83' (pen.) Bodipo  | Nationaal Stadion, Freetown Toeschouwers: 22.000 Scheidsrechter: Noumandiez Doué |

|                                                  |                    |         |               |                                                                                   |
| 11 oktober 2008 «onderlinge duels» 16:00 (UTC+1) | Equatoriaal-Guinea | 0 – 1   | Zuid-Afrika   | Nuevo Estadio de Malabo, Malabo Toeschouwers: 6.500 Scheidsrechter: Kokou Djaoupe |
| 11 oktober 2008 «onderlinge duels» 16:00 (UTC+1) |                    | Verslag | 9' Tshabalala | Nuevo Estadio de Malabo, Malabo Toeschouwers: 6.500 Scheidsrechter: Kokou Djaoupe |

|                                                  |                                               |         |                 |                                                                           |
| 11 oktober 2008 «onderlinge duels» 16:00 (UTC+1) | Nigeria                                       | 4 – 1   | Sierra Leone    | Abujastadion, Abuja Toeschouwers: 20.000 Scheidsrechter: Wellington Kaoma |
| 11 oktober 2008 «onderlinge duels» 16:00 (UTC+1) | Obodo 21' Obinna 35' Odemwingie 45' Odiah 51' | Verslag | 32' (e.d.) Yobo | Abujastadion, Abuja Toeschouwers: 20.000 Scheidsrechter: Wellington Kaoma |

### Groep 5
Ghana was het Afrikaanse land, dat het verst kwam op het laatste WK en in de achtste finales eervol werd uitgeschakeld door Brazilië. Het begon de kwalificatie goed met een 3-0 overwinning op Libië. In de volgende rondes verloor Ghana de uitwedstrijd van Gabon en na een 1-0 nederlaag tegen Libië nam Libië (dat na de nederlaag tegen Ghana vier keer achterelkaar won) een voorsprong van drie punten op Ghana en Gabon. Een gelijkspel tegen Gabon zou genoeg zijn voor kwalificatie, maar dankzij een doelpunt van Bruno Zita Mbanangoye in de slotfase won Gabon met 1-0 en zowel Ghana (dat met 3-0 van Lesotho won) als Ghana achterhaalden het Libische team op doelsaldo.
| Nr. | Land    | GW | W | G | V | DV | DT | DS  | Ptn | Resultaat            |
| --- | ------- | -- | - | - | - | -- | -- | --- | --- | -------------------- |
| 1   | Ghana   | 6  | 4 | 0 | 2 | 11 | 5  | +6  | 12  | Naar de derde ronde. |
| 2   | Gabon   | 6  | 4 | 0 | 2 | 8  | 3  | +5  | 12  | Naar de derde ronde. |
| 3   | Libië   | 6  | 4 | 0 | 2 | 7  | 4  | +3  | 12  |                      |
| 4   | Lesotho | 6  | 0 | 0 | 6 | 2  | 16 | –14 | 0   |                      |

|                                            |                                  |         |       |                                                                            |
| 1 juni 2008 «onderlinge duels» 17:00 (UTC) | Ghana                            | 3 – 0   | Libië | Baba Yarastadion, Kumasi Toeschouwers: 31.000 Scheidsrechter: Eddy Maillet |
| 1 juni 2008 «onderlinge duels» 17:00 (UTC) | Tagoe 16' Agogo 55' Kingston 67' | Verslag |       | Baba Yarastadion, Kumasi Toeschouwers: 31.000 Scheidsrechter: Eddy Maillet |

|                                              |                 |         |       |                                                                              |
| 7 juni 2008 «onderlinge duels» 20:00 (UTC+2) | Libië           | 1 – 0   | Gabon | 11 Junistadion, Tripoli Toeschouwers: 30.000 Scheidsrechter: Ibrahim Chaibou |
| 7 juni 2008 «onderlinge duels» 20:00 (UTC+2) | Manga 5' (e.d.) | Verslag |       | 11 Junistadion, Tripoli Toeschouwers: 30.000 Scheidsrechter: Ibrahim Chaibou |

|                                              |                        |         |                             | |
| 8 juni 2008 «onderlinge duels» 18:00 (UTC+2) | Lesotho                | 2 – 3   | Ghana                       | Seisa Ramabodustadion, Bloemfontein (Zuid-Afrika) Toeschouwers: 19.000 Scheidsrechter: Michel Gasingwa |
| 8 juni 2008 «onderlinge duels» 18:00 (UTC+2) | Muso 90+1' Seema 90+2' | Verslag | 15' Kingston 42', 62' Agogo | Seisa Ramabodustadion, Bloemfontein (Zuid-Afrika) Toeschouwers: 19.000 Scheidsrechter: Michel Gasingwa |

|                                               |                      |         |       |                                                                                   |
| 14 juni 2008 «onderlinge duels» 15:30 (UTC+1) | Gabon                | 2 – 0   | Ghana | Stade Omar Bongo, Libreville Toeschouwers: 39.000 Scheidsrechter: Mohamed Benouza |
| 14 juni 2008 «onderlinge duels» 15:30 (UTC+1) | Meye 42' N'Guéma 66' | Verslag |       | Stade Omar Bongo, Libreville Toeschouwers: 39.000 Scheidsrechter: Mohamed Benouza |

|                                               |         |         |           | |
| 15 juni 2008 «onderlinge duels» 15:00 (UTC+2) | Lesotho | 0 – 1   | Libië     | Seisa Ramabodustadion, Bloemfontein (Zuid-Afrika) Toeschouwers: 9.000 Scheidsrechter: Kenias Marange |
| 15 juni 2008 «onderlinge duels» 15:00 (UTC+2) |         | Verslag | 81' Osman | Seisa Ramabodustadion, Bloemfontein (Zuid-Afrika) Toeschouwers: 9.000 Scheidsrechter: Kenias Marange |

|                                               |                                                   |         |         |                                                                             |
| 20 juni 2008 «onderlinge duels» 21:00 (UTC+2) | Libië                                             | 4 – 0   | Lesotho | 11 Junistadion, Tripoli Toeschouwers: 30.000 Scheidsrechter: Aouaz Trabelsi |
| 20 juni 2008 «onderlinge duels» 21:00 (UTC+2) | Al Fazzani 4' Daoud 50' Al Shibani 69' Shaban 81' | Verslag |         | 11 Junistadion, Tripoli Toeschouwers: 30.000 Scheidsrechter: Aouaz Trabelsi |

|                                             |                       |         |       |                                                                            |
| 22 juni 2008 «onderlinge duels» 17:00 (UTC) | Ghana                 | 2 – 0   | Gabon | Ohene Djanstadion, Accra Toeschouwers: 29.040 Scheidsrechter: Jerome Damon |
| 22 juni 2008 «onderlinge duels» 17:00 (UTC) | Tagoe 30' Muntari 78' | Verslag |       | Ohene Djanstadion, Accra Toeschouwers: 29.040 Scheidsrechter: Jerome Damon |

|                                               |                       |         |         |                                                                              |
| 28 juni 2008 «onderlinge duels» 15:30 (UTC+1) | Gabon                 | 2 – 0   | Lesotho | Stade Omar Bongo, Libreville Toeschouwers: 15.000 Scheidsrechter: John Mendy |
| 28 juni 2008 «onderlinge duels» 15:30 (UTC+1) | Do Marcolino 42', 65' | Verslag |         | Stade Omar Bongo, Libreville Toeschouwers: 15.000 Scheidsrechter: John Mendy |

|                                                   |           |               |       |                                                                              |
| 5 september 2008 «onderlinge duels» 22:00 (UTC+2) | Libië     | 1 – 0 Verslag | Ghana | 11 Junistadion, Tripoli Toeschouwers: 45.000 Scheidsrechter: Koman Coulibaly |
| 5 september 2008 «onderlinge duels» 22:00 (UTC+2) | Osman 84' |               |       | 11 Junistadion, Tripoli Toeschouwers: 45.000 Scheidsrechter: Koman Coulibaly |

|                                                   |         |         |                                            | |
| 7 september 2008 «onderlinge duels» 15:00 (UTC+2) | Lesotho | 0 – 3   | Gabon                                      | Seisa Ramabodustadion, Bloemfontein (Zuid-Afrika) Toeschouwers: 1.500 Scheidsrechter: Esam Abd El Fatah |
| 7 september 2008 «onderlinge duels» 15:00 (UTC+2) |         | Verslag | 56' Ecuele Manga 72' Meye 90+4' Mbanangoye | Seisa Ramabodustadion, Bloemfontein (Zuid-Afrika) Toeschouwers: 1.500 Scheidsrechter: Esam Abd El Fatah |

|                                                  |                |         |       |                                                                                  |
| 11 oktober 2008 «onderlinge duels» 15:30 (UTC+1) | Gabon          | 1 – 0   | Libië | Stade Omar Bongo, Libreville Toeschouwers: 25.000 Scheidsrechter: Daniel Bennett |
| 11 oktober 2008 «onderlinge duels» 15:30 (UTC+1) | Mbanangoye 82' | Verslag |       | Stade Omar Bongo, Libreville Toeschouwers: 25.000 Scheidsrechter: Daniel Bennett |

|                                                |                                |         |         | |
| 11 oktober 2008 «onderlinge duels» 14:30 (UTC) | Ghana                          | 3 – 0   | Lesotho | Stadion van Sekondi-Takoradi, Sekondi-Takoradi Toeschouwers: 20.000 Scheidsrechter: Khalid Abdel Rahman |
| 11 oktober 2008 «onderlinge duels» 14:30 (UTC) | Appiah 19' Agogo 24' Amoah 67' | Verslag |         | Stadion van Sekondi-Takoradi, Sekondi-Takoradi Toeschouwers: 20.000 Scheidsrechter: Khalid Abdel Rahman |

### Groep 6
Senegal, kwartfinalist bij het WK van 2002 en voor het WK 2006 uitgeschakeld in de kwalificatie door Togo, behoorde nog steeds tot de sterkste Afrikaanse landen en was belust op revanche. Het begon de kwalificatie met een 1-0 zege op Algerije. De  andere wedstrijd in deze speelronde tussen Liberia en Gambia eindigde in een gelijkspel, in de wedstrijd werden acht mensen vertrapt als gevolg van een overbevolkt stadion. Senegal kon de uitwedstrijden tegen Liberia en Gambia niet winnen en na een 3-2 nederlaag tegen Algerije had Algerije voor de laatste speelronde één punt voorsprong op Gambia en Senegal. 
Terwijl Algerije niet verder kwam dan een doelpuntloos gelijkspel tegen Liberia, stond Senegal drie minuten voor tijd met 1-0 voor tegen kleine buur Gambia. In de 87e minuut scoorde  Tijan Jaiteh de gelijkmaker, Algerije plaatste zich voor de volgende ronde, nummer drie Senegal was uitgeschakeld en Gambia eindigde op de negende plaats bij de ranglijst voor de nummers twee, de eerste acht gingen door en Gambia kwam net tekort. Na de uitschakeling van Senegal braken er rellen uit. Bij Senegal nam zijn bekendste speler El Hadji Diouf afscheid van het nationale team.  De Gambiaanse coach Paul Put mocht blijven ondanks de uitschakeling, al was hij omstreden vanwege een gokschandaal.
| Nr. | Land     | GW | W | G | V | DV | DT | DS | Ptn | Resultaat                                   |
| --- | -------- | -- | - | - | - | -- | -- | -- | --- | ------------------------------------------- |
| 1   | Algerije | 6  | 3 | 1 | 2 | 7  | 4  | +3 | 10  | Naar de derde ronde.                        |
| 2   | Gambia   | 6  | 2 | 3 | 1 | 6  | 3  | +3 | 9   | Uitgeschakeld als slechtste vier nummers 2. |
| 3   | Senegal  | 6  | 2 | 3 | 1 | 9  | 7  | +2 | 9   |                                             |
| 4   | Liberia  | 6  | 0 | 3 | 3 | 4  | 12 | –8 | 3   |                                             |

|                                            |                 |         |          |                                                                                    |
| 31 mei 2008 «onderlinge duels» 19:30 (UTC) | Senegal         | 1 – 0   | Algerije | Stade Léopold Sédar Senghor, Dakar Toeschouwers: 55.000 Scheidsrechter: Alex Kotey |
| 31 mei 2008 «onderlinge duels» 19:30 (UTC) | Diagne-Faye 79' | Verslag |          | Stade Léopold Sédar Senghor, Dakar Toeschouwers: 55.000 Scheidsrechter: Alex Kotey |

|                                            |           |         |           |                                                                                      |
| 1 juni 2008 «onderlinge duels» 16:00 (UTC) | Liberia   | 1 – 1   | Gambia    | Nationaal Sportcomplex, Monrovia Toeschouwers: 20.000 Scheidsrechter: Yakhouba Keita |
| 1 juni 2008 «onderlinge duels» 16:00 (UTC) | Makor 85' | Verslag | 17' Jarju | Nationaal Sportcomplex, Monrovia Toeschouwers: 20.000 Scheidsrechter: Yakhouba Keita |

|                                              |                                    |         |         |                                                                                              |
| 6 juni 2008 «onderlinge duels» 19:30 (UTC+1) | Algerije                           | 3 – 0   | Liberia | Mustapha Tchakerstadion, Blida Toeschouwers: 22.000 Scheidsrechter: Mohamed Ould Lemghambodj |
| 6 juni 2008 «onderlinge duels» 19:30 (UTC+1) | Djebbour 14' Ziani 18', 46' (pen.) | Verslag |         | Mustapha Tchakerstadion, Blida Toeschouwers: 22.000 Scheidsrechter: Mohamed Ould Lemghambodj |

|                                            |         |       |         |                                                                               |
| 8 juni 2008 «onderlinge duels» 17:00 (UTC) | Gambia  | 0 – 0 | Senegal | Independence Stadium, Bakau Toeschouwers: 24.500 Scheidsrechter: Aldrin Ncobo |
| 8 juni 2008 «onderlinge duels» 17:00 (UTC) | Verslag |       |         | Independence Stadium, Bakau Toeschouwers: 24.500 Scheidsrechter: Aldrin Ncobo |

|                                             |                   |         |          |                                                                                  |
| 14 juni 2008 «onderlinge duels» 17:00 (UTC) | Gambia            | 1 – 0   | Algerije | Independence Stadium, Bakau Toeschouwers: 18.000 Scheidsrechter: Koman Coulibaly |
| 14 juni 2008 «onderlinge duels» 17:00 (UTC) | Jaiteh 19' (pen.) | Verslag |          | Independence Stadium, Bakau Toeschouwers: 18.000 Scheidsrechter: Koman Coulibaly |

|                                             |                        |         |                     |                                                                                     |
| 15 juni 2008 «onderlinge duels» 16:00 (UTC) | Liberia                | 2 – 2   | Senegal             | Nationaal Sportcomplex, Monrovia Toeschouwers: 25.000 Scheidsrechter: Kokou Djaoupe |
| 15 juni 2008 «onderlinge duels» 16:00 (UTC) | Williams 78' Makor 88' | Verslag | 47' Diouf 55' Gueye | Nationaal Sportcomplex, Monrovia Toeschouwers: 25.000 Scheidsrechter: Kokou Djaoupe |

|                                               |           |         |        |                                                                               |
| 20 juni 2008 «onderlinge duels» 19:30 (UTC+1) | Algerije  | 1 – 0   | Gambia | Mustapha Tchakerstadion, Blida Toeschouwers: 24.000 Scheidsrechter: Gil Ndume |
| 20 juni 2008 «onderlinge duels» 19:30 (UTC+1) | Yahia 33' | Verslag |        | Mustapha Tchakerstadion, Blida Toeschouwers: 24.000 Scheidsrechter: Gil Ndume |

|                                             |                                  |         |             |                                                                                         |
| 21 juni 2008 «onderlinge duels» 19:30 (UTC) | Senegal                          | 3 – 1   | Liberia     | Stade Léopold Sédar Senghor, Dakar Toeschouwers: 40.000 Scheidsrechter: Ibrahim Chaibou |
| 21 juni 2008 «onderlinge duels» 19:30 (UTC) | Sonko 8' Diouf 32' H. Camara 65' | Verslag | 89' Krangar | Stade Léopold Sédar Senghor, Dakar Toeschouwers: 40.000 Scheidsrechter: Ibrahim Chaibou |

|                                                   |                                             |         |                    |                                                                                  |
| 5 september 2008 «onderlinge duels» 22:00 (UTC+1) | Algerije                                    | 3 – 2   | Senegal            | Mustapha Tchakerstadion, Blida Toeschouwers: 25.000 Scheidsrechter: Eddy Maillet |
| 5 september 2008 «onderlinge duels» 22:00 (UTC+1) | Cheikh Gueye 60' (e.d.) Saïfi 67' Yahia 73' | Verslag | 54' Diao 90' Gueye | Mustapha Tchakerstadion, Blida Toeschouwers: 25.000 Scheidsrechter: Eddy Maillet |

|                                                 |                           |         |         |                                                                               |
| 6 september 2008 «onderlinge duels» 16:30 (UTC) | Gambia                    | 3 – 0   | Liberia | Independence Stadium, Bakau Toeschouwers: 10.000 Scheidsrechter: Jamel Ambaya |
| 6 september 2008 «onderlinge duels» 16:30 (UTC) | Demba 10', 80' Jallow 26' | Verslag |         | Independence Stadium, Bakau Toeschouwers: 10.000 Scheidsrechter: Jamel Ambaya |

|                                                |         |       |          |                                                                                 |
| 11 oktober 2008 «onderlinge duels» 16:00 (UTC) | Liberia | 0 – 0 | Algerije | Nationaal Sportcomplex, Monrovia Toeschouwers: 2.000 Scheidsrechter: Ahmed Auda |
| 11 oktober 2008 «onderlinge duels» 16:00 (UTC) | Verslag |       |          | Nationaal Sportcomplex, Monrovia Toeschouwers: 2.000 Scheidsrechter: Ahmed Auda |

|                                                |             |         |            |                                                                                         |
| 11 oktober 2008 «onderlinge duels» 16:00 (UTC) | Senegal     | 1 – 1   | Gambia     | Stade Léopold Sédar Senghor, Dakar Toeschouwers: 50.000 Scheidsrechter: Kacem Bennaceur |
| 11 oktober 2008 «onderlinge duels» 16:00 (UTC) | Mangane 67' | Verslag | 87' Jaiteh | Stade Léopold Sédar Senghor, Dakar Toeschouwers: 50.000 Scheidsrechter: Kacem Bennaceur |

### Groep 7
Ivoorkust was een van de beste Afrikaanse landen, het verspeelde alle punten in de uitwedstrijden (drie keer gelijkspel), maar won alle thuiswedstrijden. De strijd om de tweede plaats ging tussen de drie andere landen, voor de laatste speelronde had Madagaskar een voorsprong van één punt op Botswana en Mozambique, zij speelden nog tegen elkaar. 
Terwijl Madagaskar kansloos verloor van Ivoorkust, won Mozambique met 0-1 van Botswana. Dat resultaat was precies genoeg om zich te plaatsen, aangezien het land als achtste in het nummer twee klassement eindigde, de beste acht landen plaatsten zich voor de tweede ronde.
| Nr. | Land       | GW | W | G | V | DV | DT | DS | Ptn | Resultaat            |
| --- | ---------- | -- | - | - | - | -- | -- | -- | --- | -------------------- |
| 1   | Ivoorkust  | 6  | 3 | 3 | 0 | 10 | 2  | +8 | 12  | Naar de derde ronde. |
| 2   | Mozambique | 6  | 2 | 2 | 2 | 7  | 5  | +2 | 8   | Naar de derde ronde. |
| 3   | Madagaskar | 6  | 1 | 3 | 2 | 2  | 7  | –5 | 6   |                      |
| 4   | Botswana   | 6  | 1 | 2 | 3 | 3  | 8  | –5 | 5   |                      |

|                                              |          |       |            |                                                                                   |
| 31 mei 2008 «onderlinge duels» 15:00 (UTC+2) | Botswana | 0 – 0 | Madagaskar | Nationaal Stadion, Gaborone Toeschouwers: 11.087 Scheidsrechter: Wellington Kaoma |
| 31 mei 2008 «onderlinge duels» 15:00 (UTC+2) | Verslag  |       |            | Nationaal Stadion, Gaborone Toeschouwers: 11.087 Scheidsrechter: Wellington Kaoma |

|                                            |           |         |            |                                                                                       |
| 1 juni 2008 «onderlinge duels» 16:00 (UTC) | Ivoorkust | 1 – 0   | Mozambique | Stade Félix Houphouët-Boigny, Abidjan Toeschouwers: 20.000 Scheidsrechter: Ahmed Auda |
| 1 juni 2008 «onderlinge duels» 16:00 (UTC) | Cissé 75' | Verslag |            | Stade Félix Houphouët-Boigny, Abidjan Toeschouwers: 20.000 Scheidsrechter: Ahmed Auda |

|                                              |            |       |           |                                                                                           |
| 8 juni 2008 «onderlinge duels» 14:30 (UTC+3) | Madagaskar | 0 – 0 | Ivoorkust | Mahamasinastadion, Antananarivo Toeschouwers: 15.000 Scheidsrechter: Jean-Claude Labrosse |
| 8 juni 2008 «onderlinge duels» 14:30 (UTC+3) | Verslag    |       |           | Mahamasinastadion, Antananarivo Toeschouwers: 15.000 Scheidsrechter: Jean-Claude Labrosse |

|                                              |            |         |                          |                                                                                   |
| 8 juni 2008 «onderlinge duels» 15:00 (UTC+2) | Mozambique | 1 – 2   | Botswana                 | Estádio da Machava, Maputo Toeschouwers: 30.000 Scheidsrechter: Mbongseni Fakudze |
| 8 juni 2008 «onderlinge duels» 15:00 (UTC+2) | Lobo 60'   | Verslag | 20' Selolwane 80' Mafoko | Estádio da Machava, Maputo Toeschouwers: 30.000 Scheidsrechter: Mbongseni Fakudze |

|                                               |               |         |           |                                                                                  |
| 14 juni 2008 «onderlinge duels» 15:00 (UTC+2) | Botswana      | 1 – 1   | Ivoorkust | Nationaal Stadion, Gaborone Toeschouwers: 21.400 Scheidsrechter: Muhmed Ssegonga |
| 14 juni 2008 «onderlinge duels» 15:00 (UTC+2) | Selolwane 25' | Verslag | 64' Akale | Nationaal Stadion, Gaborone Toeschouwers: 21.400 Scheidsrechter: Muhmed Ssegonga |

|                                               |                      |         |            |                                                                                          |
| 15 juni 2008 «onderlinge duels» 14:30 (UTC+3) | Madagaskar           | 1 – 1   | Mozambique | Mahamasinastadion, Antananarivo Toeschouwers: 15.501 Scheidsrechter: Abdul Basit Ebrahim |
| 15 juni 2008 «onderlinge duels» 14:30 (UTC+3) | Mamihasindrahona 90' | Verslag | 33' Dário  | Mahamasinastadion, Antananarivo Toeschouwers: 15.501 Scheidsrechter: Abdul Basit Ebrahim |

|                                               |                                          |         |            |                                                                              |
| 22 juni 2008 «onderlinge duels» 15:00 (UTC+2) | Mozambique                               | 3 – 0   | Madagaskar | Estádio da Machava, Maputo Toeschouwers: 20.000 Scheidsrechter: Eddy Maillet |
| 22 juni 2008 «onderlinge duels» 15:00 (UTC+2) | Tico-Tico 23' Carlitos 62' Domingues 63' | Verslag |            | Estádio da Machava, Maputo Toeschouwers: 20.000 Scheidsrechter: Eddy Maillet |

|                                             |                                      |         |          |                                                                                            |
| 22 juni 2008 «onderlinge duels» 16:00 (UTC) | Ivoorkust                            | 4 – 0   | Botswana | Stade Félix Houphouët-Boigny, Abidjan Toeschouwers: 15.000 Scheidsrechter: Kacem Bennaceur |
| 22 juni 2008 «onderlinge duels» 16:00 (UTC) | Sanogo 16' Zokora 21' Cissé 46', 70' | Verslag |          | Stade Félix Houphouët-Boigny, Abidjan Toeschouwers: 15.000 Scheidsrechter: Kacem Bennaceur |

|                                                   |                   |         |          |                                                                                              |
| 7 september 2008 «onderlinge duels» 14:30 (UTC+3) | Madagaskar        | 1 – 0   | Botswana | Mahamasinastadion, Antananarivo Toeschouwers: 20.000 Scheidsrechter: Rajindraparsad Seechurn |
| 7 september 2008 «onderlinge duels» 14:30 (UTC+3) | Rabemananjara 18' | Verslag |          | Mahamasinastadion, Antananarivo Toeschouwers: 20.000 Scheidsrechter: Rajindraparsad Seechurn |

|                                                   |            |         |             |                                                                                    |
| 7 september 2008 «onderlinge duels» 15:00 (UTC+2) | Mozambique | 1 – 1   | Ivoorkust   | Estádio da Machava, Maputo Toeschouwers: 35.000 Scheidsrechter: Abdellah El Achiri |
| 7 september 2008 «onderlinge duels» 15:00 (UTC+2) | Miro 52'   | Verslag | 48' B. Koné | Estádio da Machava, Maputo Toeschouwers: 35.000 Scheidsrechter: Abdellah El Achiri |

|                                                  |          |         |            |                                                                                          |
| 11 oktober 2008 «onderlinge duels» 16:30 (UTC+2) | Botswana | 0 – 1   | Mozambique | Nationaal Stadion, Gaborone Toeschouwers: 2.000 Scheidsrechter: Cheikh Ahmed Tidane Seck |
| 11 oktober 2008 «onderlinge duels» 16:30 (UTC+2) |          | Verslag | 6' Genito  | Nationaal Stadion, Gaborone Toeschouwers: 2.000 Scheidsrechter: Cheikh Ahmed Tidane Seck |

|                                                |                                  |         |            |                                                                                            |
| 11 oktober 2008 «onderlinge duels» 14:30 (UTC) | Ivoorkust                        | 3 – 0   | Madagaskar | Stade Félix Houphouët-Boigny, Abidjan Toeschouwers: 24.000 Scheidsrechter: Mohamed Benouza |
| 11 oktober 2008 «onderlinge duels» 14:30 (UTC) | Sanogo 42', 55' Kalou 66' (pen.) | Verslag |            | Stade Félix Houphouët-Boigny, Abidjan Toeschouwers: 24.000 Scheidsrechter: Mohamed Benouza |

### Groep 8
In deze groep werd Ethiopië na vier speelronden gediskwalificeerd vanwege wanorde binnen de Ethiopische voetbalbond, die niet werd opgelost. Het gevolg was dat Marokko en Rwanda alleen hoefden af te rekenen met het zwakke Mauritanië en zich zonder veel problemen plaatsten voor de volgende ronde.
| Nr. | Land       | GW                | W                 | G                 | V                 | DV                | DT                | DS                | Ptn               | Resultaat            |
| --- | ---------- | ----------------- | ----------------- | ----------------- | ----------------- | ----------------- | ----------------- | ----------------- | ----------------- | -------------------- |
| 1   | Marokko    | 4                 | 3                 | 0                 | 1                 | 11                | 5                 | +6                | 9                 | Naar de derde ronde. |
| 2   | Rwanda     | 4                 | 3                 | 0                 | 1                 | 7                 | 3                 | +4                | 9                 | Naar de derde ronde. |
| 3   | Mauritanië | 4                 | 0                 | 0                 | 4                 | 2                 | 12                | –10               | 0                 |                      |
| 4   | Ethiopië   | Gediskwalificeerd | Gediskwalificeerd | Gediskwalificeerd | Gediskwalificeerd | Gediskwalificeerd | Gediskwalificeerd | Gediskwalificeerd | Gediskwalificeerd |                      |

|                                              |                                           |         |            |                                                                                |
| 31 mei 2008 «onderlinge duels» 15:30 (UTC+2) | Rwanda                                    | 3 – 0   | Mauritanië | Nyamirambostadion, Kigali Toeschouwers: 12.000 Scheidsrechter: Noumandiez Doué |
| 31 mei 2008 «onderlinge duels» 15:30 (UTC+2) | Karekezi 15' Makasi 60' (pen.) Bokota 75' | Verslag |            | Nyamirambostadion, Kigali Toeschouwers: 12.000 Scheidsrechter: Noumandiez Doué |

|                                            |                                            |         |          |                                                                                |
| 31 mei 2008 «onderlinge duels» 19:00 (UTC) | Marokko                                    | 3 – 0   | Ethiopië | Stade Mohammed V, Casablanca Toeschouwers: 5.000 Scheidsrechter: Badara Diatta |
| 31 mei 2008 «onderlinge duels» 19:00 (UTC) | Benjelloun 4' Aboucherouane 12' Kharja 86' | Verslag |          | Stade Mohammed V, Casablanca Toeschouwers: 5.000 Scheidsrechter: Badara Diatta |

|                                            |                     |         |                                                 |                                                                               |
| 7 juni 2008 «onderlinge duels» 17:00 (UTC) | Mauritanië          | 1 – 4   | Marokko                                         | Stade Nacional, Nouakchott Toeschouwers: 9.500 Scheidsrechter: Joseph Lamptey |
| 7 juni 2008 «onderlinge duels» 17:00 (UTC) | Da Silva 82' (pen.) | Verslag | 8' Sektioui 36' Benjelloun 59' Safri 79' Kharja | Stade Nacional, Nouakchott Toeschouwers: 9.500 Scheidsrechter: Joseph Lamptey |

|                                              |            |         |                 |                                                                                     |
| 8 juni 2008 «onderlinge duels» 16:00 (UTC+3) | Ethiopië   | 1 – 2   | Rwanda          | Addis Ababa Stadion, Addis Abeba Toeschouwers: 18.000 Scheidsrechter: Alfred Ndinya |
| 8 juni 2008 «onderlinge duels» 16:00 (UTC+3) | Tafese 47' | Verslag | 66', 89' Makasi | Addis Ababa Stadion, Addis Abeba Toeschouwers: 18.000 Scheidsrechter: Alfred Ndinya |

|                                             |            |         |               |                                                                             |
| 13 juni 2008 «onderlinge duels» 17:00 (UTC) | Mauritanië | 0 – 1   | Ethiopië      | Stade Nacional, Nouakchott Toeschouwers: 5.000 Scheidsrechter: Jamel Ambaya |
| 13 juni 2008 «onderlinge duels» 17:00 (UTC) |            | Verslag | 90+2' Saladin | Stade Nacional, Nouakchott Toeschouwers: 5.000 Scheidsrechter: Jamel Ambaya |

|                                               |                                    |         |           |                                                                             |
| 14 juni 2008 «onderlinge duels» 15:30 (UTC+2) | Rwanda                             | 3 – 1   | Marokko   | Nyamirambostadion, Kigali Toeschouwers: 12.000 Scheidsrechter: Divine Evehe |
| 14 juni 2008 «onderlinge duels» 15:30 (UTC+2) | Makasi 14' Bokota 58' Karekezi 90' | Verslag | 80' Safri | Nyamirambostadion, Kigali Toeschouwers: 12.000 Scheidsrechter: Divine Evehe |

|                                               |                              |         |        |                                                                                  |
| 21 juni 2008 «onderlinge duels» 19:00 (UTC+1) | Marokko                      | 2 – 0   | Rwanda | Stade Mohammed V, Casablanca Toeschouwers: 2.500 Scheidsrechter: Mohamed Benouza |
| 21 juni 2008 «onderlinge duels» 19:00 (UTC+1) | Safri 11' (pen.) El Zhar 49' | Verslag |        | Stade Mohammed V, Casablanca Toeschouwers: 2.500 Scheidsrechter: Mohamed Benouza |

|                                               |                                                              |         |            |                                                                                    |
| 22 juni 2008 «onderlinge duels» 16:00 (UTC+3) | Ethiopië                                                     | 6 – 1   | Mauritanië | Addis Ababa Stadion, Addis Abeba Toeschouwers: 3.000 Scheidsrechter: Verson Lwanja |
| 22 juni 2008 «onderlinge duels» 16:00 (UTC+3) | Tefera 41' (pen.), 89' Nigussie 55', 63' Mesud 83' Adane 90' | Verslag | 44' Ely    | Addis Ababa Stadion, Addis Abeba Toeschouwers: 3.000 Scheidsrechter: Verson Lwanja |

|                                                 |            |         |          |                                                                                |
| 6 september 2008 «onderlinge duels» 17:00 (UTC) | Mauritanië | 0 – 1   | Rwanda   | Stade Nacional, Nouakchott Toeschouwers: 1.000 Scheidsrechter: Kacem Bennaceur |
| 6 september 2008 «onderlinge duels» 17:00 (UTC) |            | Verslag | 81' Bobo | Stade Nacional, Nouakchott Toeschouwers: 1.000 Scheidsrechter: Kacem Bennaceur |

|                                                   |          |          |         |                                  |
| 7 september 2008 «onderlinge duels» 16:00 (UTC+3) | Ethiopië | Afgelast | Marokko | Addis Ababa Stadion, Addis Abeba |
| 7 september 2008 «onderlinge duels» 16:00 (UTC+3) |          |          |         | Addis Ababa Stadion, Addis Abeba |

|                                                  |        |          |          |                        |
| 11 oktober 2008 «onderlinge duels» 15:30 (UTC+2) | Rwanda | Afgelast | Ethiopië | Amahorostadion, Kigali |
| 11 oktober 2008 «onderlinge duels» 15:30 (UTC+2) |        |          |          | Amahorostadion, Kigali |

|                                                |                                             |         |             |                                                                                   |
| 11 oktober 2008 «onderlinge duels» 19:30 (UTC) | Marokko                                     | 4 – 1   | Mauritanië  | Stade Moulay Abdallah, Rabat Toeschouwers: 1.472 Scheidsrechter: Sharaf Aboubacar |
| 11 oktober 2008 «onderlinge duels» 19:30 (UTC) | Safri 35' (pen.) Hadji 56', 60' Zemmama 66' | Verslag | 68' Teguedi | Stade Moulay Abdallah, Rabat Toeschouwers: 1.472 Scheidsrechter: Sharaf Aboubacar |

### Groep 9
Favoriet Tunesië had een valse start door thuis met 1-2 te verliezen van Burkina Faso, maar beide landen hadden weinig tegenstand en plaatsten zich eenvoudig.
| Nr. | Land         | GW | W | G | V | DV | DT | DS  | Ptn | Resultaat            |
| --- | ------------ | -- | - | - | - | -- | -- | --- | --- | -------------------- |
| 1   | Burkina Faso | 6  | 5 | 1 | 0 | 14 | 5  | +9  | 16  | Naar de derde ronde. |
| 2   | Tunesië      | 6  | 4 | 1 | 1 | 11 | 3  | +8  | 13  | Naar de derde ronde. |
| 3   | Burundi      | 6  | 2 | 0 | 4 | 5  | 9  | –4  | 6   |                      |
| 4   | Seychellen   | 6  | 0 | 0 | 6 | 4  | 17 | –13 | 0   |                      |

|                                              |                  |         |            |                                                                                              |
| 1 juni 2008 «onderlinge duels» 15:30 (UTC+2) | Burundi          | 1 – 0   | Seychellen | Prince Louis Rwagasorestadion, Bujumbura Toeschouwers: 4.000 Scheidsrechter: Emmanuel Imiere |
| 1 juni 2008 «onderlinge duels» 15:30 (UTC+2) | S. Ndikumana 81' | Verslag |            | Prince Louis Rwagasorestadion, Bujumbura Toeschouwers: 4.000 Scheidsrechter: Emmanuel Imiere |

|                                              |            |         |               |                                                                           |
| 1 juni 2008 «onderlinge duels» 19:10 (UTC+2) | Tunesië    | 1 – 2   | Burkina Faso  | Stade 7 November, Radès Toeschouwers: 15.000 Scheidsrechter: Jamel Ambaya |
| 1 juni 2008 «onderlinge duels» 19:10 (UTC+2) | Belaïd 38' | Verslag | 85', 87' Koné | Stade 7 November, Radès Toeschouwers: 15.000 Scheidsrechter: Jamel Ambaya |

|                                             |            |         |                         |                                                                           |
| 7 juni 2008 «onderlinge duels» 16:30 (UTC+4 | Seychellen | 0 – 2   | Tunesië                 | Stade Linité, Victoria Toeschouwers: 2.033 Scheidsrechter: Justino Faduco |
| 7 juni 2008 «onderlinge duels» 16:30 (UTC+4 |            | Verslag | 10' Jemâa 43' Ben Saada | Stade Linité, Victoria Toeschouwers: 2.033 Scheidsrechter: Justino Faduco |

|                                            |                 |         |         |                                                                             |
| 7 juni 2008 «onderlinge duels» 18:00 (UTC) | Burkina Faso    | 2 – 0   | Burundi | Stade du 4-Août, Ouagadougou Toeschouwers: 10.000 Scheidsrechter: Gil Ndume |
| 7 juni 2008 «onderlinge duels» 18:00 (UTC) | Dagano 25', 47' | Verslag |         | Stade du 4-Août, Ouagadougou Toeschouwers: 10.000 Scheidsrechter: Gil Ndume |

|                                              |                          |         |                      |                                                                                    |
| 14 juni 2008 «onderlinge duels» 16:30 (UTC+4 | Seychellen               | 2 – 3   | Burkina Faso         | Stade Linité, Victoria Toeschouwers: 1.000 Scheidsrechter: Rajindraparsad Seechurn |
| 14 juni 2008 «onderlinge duels» 16:30 (UTC+4 | Zialor 46' Annacoura 52' | Verslag | 26', 55', 78' Dagano | Stade Linité, Victoria Toeschouwers: 1.000 Scheidsrechter: Rajindraparsad Seechurn |

|                                               |         |         |           |                                                                                           |
| 15 juni 2008 «onderlinge duels» 15:00 (UTC+2) | Burundi | 0 – 1   | Tunesië   | Prince Louis Rwagasorestadion, Bujumbura Toeschouwers: 7.000 Scheidsrechter: Jerome Damon |
| 15 juni 2008 «onderlinge duels» 15:00 (UTC+2) |         | Verslag | 66' Jaïdi | Prince Louis Rwagasorestadion, Bujumbura Toeschouwers: 7.000 Scheidsrechter: Jerome Damon |

|                                             |                                   |         |              |                                                                                  |
| 21 juni 2008 «onderlinge duels» 18:00 (UTC) | Burkina Faso                      | 4 – 1   | Seychellen   | Stade du 4-Août, Ouagadougou Toeschouwers: 12.500 Scheidsrechter: Joseph Lamptey |
| 21 juni 2008 «onderlinge duels» 18:00 (UTC) | Kaboré 20' Kéré 29', 64' Koné 89' | Verslag | 44' St. Ange | Stade du 4-Août, Ouagadougou Toeschouwers: 12.500 Scheidsrechter: Joseph Lamptey |

|                                               |                                |         |                 |                                                                                        |
| 21 juni 2008 «onderlinge duels» 20:30 (UTC+2) | Tunesië                        | 2 – 1   | Burundi         | Stade 7 November, Radès Toeschouwers: 6.000 Scheidsrechter: Yasser Abn el Raaof Younis |
| 21 juni 2008 «onderlinge duels» 20:30 (UTC+2) | Ben Saada 30' (pen.) Jemâa 44' | Verslag | 45' Mbazumutima | Stade 7 November, Radès Toeschouwers: 6.000 Scheidsrechter: Yasser Abn el Raaof Younis |

|                                                  |            |         |                              |                                                                          |
| 6 september 2008 «onderlinge duels» 16:30 (UTC+4 | Seychellen | 1 – 2   | Burundi                      | Stade Linité, Victoria Toeschouwers: 3.000 Scheidsrechter: Kokou Djaoupe |
| 6 september 2008 «onderlinge duels» 16:30 (UTC+4 | Zialor 63' | Verslag | 27' Mbazumutima 64' Nahimana | Stade Linité, Victoria Toeschouwers: 3.000 Scheidsrechter: Kokou Djaoupe |

|                                                 |              |       |         |                                                                                     |
| 6 september 2008 «onderlinge duels» 18:00 (UTC) | Burkina Faso | 0 – 0 | Tunesië | Stade du 4-Août, Ouagadougou Toeschouwers: 10.000 Scheidsrechter: Mathews Katjimune |
| 6 september 2008 «onderlinge duels» 18:00 (UTC) | Verslag      |       |         | Stade du 4-Août, Ouagadougou Toeschouwers: 10.000 Scheidsrechter: Mathews Katjimune |

|                                                  |                                                           |         |            |                                                                            |
| 11 oktober 2008 «onderlinge duels» 17:00 (UTC+2) | Tunesië                                                   | 5 – 0   | Seychellen | Stade 7 November, Radès Toeschouwers: 10.000 Scheidsrechter: Badara Diatta |
| 11 oktober 2008 «onderlinge duels» 17:00 (UTC+2) | Essifi 5', 68' Mikari 18' Ben Frej 20' Ben Khalfallah 43' | Verslag |            | Stade 7 November, Radès Toeschouwers: 10.000 Scheidsrechter: Badara Diatta |

|                                                  |              |         |                           |                                                                                               |
| 12 oktober 2008 «onderlinge duels» 15:30 (UTC+2) | Burundi      | 1 – 3   | Burkina Faso              | Prince Louis Rwagasorestadion, Bujumbura Toeschouwers: 10.000 Scheidsrechter: Muhmed Ssegonga |
| 12 oktober 2008 «onderlinge duels» 15:30 (UTC+2) | Nahimana 43' | Verslag | 18' Bancé 54', 76' Dagano | Prince Louis Rwagasorestadion, Bujumbura Toeschouwers: 10.000 Scheidsrechter: Muhmed Ssegonga |

### Groep 10
Een groep zonder een duidelijke favoriet, alle landen hadden op de laatste speeldag nog kans op de volgende ronde. Na een 1-0 zege van Congo-Brazzaville op Mali op de voorlaatste speeldag hadden Mali en Congo-Brazzaville negen punten, drie meer dan Soedan en Tsjaad. Terwijl Mali in de laatste tien minuten afstand nam van Tsjaad moest Soedan met 2-0 winnen om Congo-Brazzaville van zich af te schudden. Die marge werd gehaald en Mali en Soedan waren zeker van de volgende ronde.
| Nr. | Land              | GW | W | G | V | DV | DT | DS | Ptn | Resultaat            |
| --- | ----------------- | -- | - | - | - | -- | -- | -- | --- | -------------------- |
| 1   | Mali              | 6  | 4 | 0 | 2 | 13 | 8  | +5 | 12  | Naar de derde ronde. |
| 2   | Soedan            | 6  | 3 | 0 | 3 | 9  | 9  | 0  | 9   | Naar de derde ronde. |
| 3   | Congo-Brazzaville | 6  | 3 | 0 | 3 | 7  | 8  | –1 | 9   |                      |
| 4   | Tsjaad            | 6  | 2 | 0 | 4 | 7  | 11 | –4 | 6   |                      |

|                                            |                                                    |         |                   |                                                                               |
| 1 juni 2008 «onderlinge duels» 18:00 (UTC) | Mali                                               | 4 – 2   | Congo-Brazzaville | Stade du 26 Mars, Bamako Toeschouwers: 40.000 Scheidsrechter: Kacem Bennaceur |
| 1 juni 2008 «onderlinge duels» 18:00 (UTC) | S. Keita 2', 61' A. Coulibaly 32' S. Coulibaly 42' | Verslag | 5', 75' Mouithys  | Stade du 26 Mars, Bamako Toeschouwers: 40.000 Scheidsrechter: Kacem Bennaceur |

|                                              |             |         |                        |                                                                                  |
| 7 juni 2008 «onderlinge duels» 16:00 (UTC+1) | Tsjaad      | 1 – 2   | Mali                   | Stade Nacional, Ndjamena Toeschouwers: 15.000 Scheidsrechter: Crespin Aguidissou |
| 7 juni 2008 «onderlinge duels» 16:00 (UTC+1) | Kedigui 43' | Verslag | 5', 21' (pen.) Kanouté | Stade Nacional, Ndjamena Toeschouwers: 15.000 Scheidsrechter: Crespin Aguidissou |

|                                              |                   |         |        |                                                                                           |
| 8 juni 2008 «onderlinge duels» 15:30 (UTC+1) | Congo-Brazzaville | 1 – 0   | Soedan | Stade Alphonse Massemba-Débat, Brazzaville Toeschouwers: 25.000 Scheidsrechter: Sule Mana |
| 8 juni 2008 «onderlinge duels» 15:30 (UTC+1) | Endzanga 60'      | Verslag |        | Stade Alphonse Massemba-Débat, Brazzaville Toeschouwers: 25.000 Scheidsrechter: Sule Mana |

|                                               |                         |         |                   |                                                                              |
| 14 juni 2008 «onderlinge duels» 16:00 (UTC+1) | Tsjaad                  | 2 – 1   | Congo-Brazzaville | Stade Nacional, Ndjamena Toeschouwers: 8.000 Scheidsrechter: Noumandiez Doué |
| 14 juni 2008 «onderlinge duels» 16:00 (UTC+1) | Kedigui 40' Djerabe 47' | Verslag | 30' Batota        | Stade Nacional, Ndjamena Toeschouwers: 8.000 Scheidsrechter: Noumandiez Doué |

|                                               |                                       |         |                  |                                                                                  |
| 14 juni 2008 «onderlinge duels» 20:00 (UTC+3) | Soedan                                | 3 – 2   | Mali             | Khartoumstadion, Khartoem Toeschouwers: 15.000 Scheidsrechter: Esam Abd El Fatah |
| 14 juni 2008 «onderlinge duels» 20:00 (UTC+3) | Yousif 45' Tahir 72' (pen.) Kamal 80' | Verslag | 69', 90' Kanouté | Khartoumstadion, Khartoem Toeschouwers: 15.000 Scheidsrechter: Esam Abd El Fatah |

|                                               |                     |         |        |                                                                                            |
| 22 juni 2008 «onderlinge duels» 15:30 (UTC+1) | Congo-Brazzaville   | 2 – 0   | Tsjaad | Stade Alphonse Massemba-Débat, Brazzaville Toeschouwers: 8.000 Scheidsrechter: Abdou Diouf |
| 22 juni 2008 «onderlinge duels» 15:30 (UTC+1) | Minga 13' Ibara 67' | Verslag |        | Stade Alphonse Massemba-Débat, Brazzaville Toeschouwers: 8.000 Scheidsrechter: Abdou Diouf |

|                                             |                               |         |        |                                                                               |
| 22 juni 2008 «onderlinge duels» 18:00 (UTC) | Mali                          | 3 – 0   | Soedan | Stade du 26 Mars, Bamako Toeschouwers: 25.000 Scheidsrechter: Noumandiez Doué |
| 22 juni 2008 «onderlinge duels» 18:00 (UTC) | Kanouté 25' S. Keita 60', 67' | Verslag |        | Stade du 26 Mars, Bamako Toeschouwers: 25.000 Scheidsrechter: Noumandiez Doué |

|                                                   |           |         |                       | |
| 6 september 2008 «onderlinge duels» 22:00 (UTC+2) | Soedan    | 1 – 2   | Tsjaad                | Cairo Militaire Academie Stadion, Caïro (Egypte) Toeschouwers: 4.000 Scheidsrechter: Mohamed Benouza |
| 6 september 2008 «onderlinge duels» 22:00 (UTC+2) | Kamal 77' | Verslag | 28' Mbaiam 82' Hassan | Cairo Militaire Academie Stadion, Caïro (Egypte) Toeschouwers: 4.000 Scheidsrechter: Mohamed Benouza |

|                                                   |                   |         |      |                                                                                                 |
| 7 september 2008 «onderlinge duels» 15:30 (UTC+1) | Congo-Brazzaville | 1 – 0   | Mali | Stade Alphonse Massemba-Débat, Brazzaville Toeschouwers: 16.000 Scheidsrechter: Djamel Haimoudi |
| 7 september 2008 «onderlinge duels» 15:30 (UTC+1) | Endzanga 87'      | Verslag |      | Stade Alphonse Massemba-Débat, Brazzaville Toeschouwers: 16.000 Scheidsrechter: Djamel Haimoudi |

|                                                    |           |         |                                    | |
| 10 september 2008 «onderlinge duels» 22:00 (UTC+2) | Tsjaad    | 1 – 3   | Soedan                             | Cairo Militaire Academie Stadion, Caïro (Egypte) Toeschouwers: 10.000 Scheidsrechter: Badara Diatta |
| 10 september 2008 «onderlinge duels» 22:00 (UTC+2) | Djime 34' | Verslag | 4' Adel 48' (pen.) Agab 76' Masawi | Cairo Militaire Academie Stadion, Caïro (Egypte) Toeschouwers: 10.000 Scheidsrechter: Badara Diatta |

|                                                |                      |         |           |                                                                              |
| 11 oktober 2008 «onderlinge duels» 18:00 (UTC) | Mali                 | 2 – 1   | Tsjaad    | Stade du 26 Mars, Bamako Toeschouwers: 40.000 Scheidsrechter: Yakhouba Keita |
| 11 oktober 2008 «onderlinge duels» 18:00 (UTC) | S. Y. Keita 44', 83' | Verslag | 75' Djime | Stade du 26 Mars, Bamako Toeschouwers: 40.000 Scheidsrechter: Yakhouba Keita |

|                                                  |                    |         |                   |                                                                                |
| 11 oktober 2008 «onderlinge duels» 21:00 (UTC+3) | Soedan             | 2 – 0   | Congo-Brazzaville | Al-Merrikh Stadion, Omdurman Toeschouwers: 27.000 Scheidsrechter: Jamel Ambaya |
| 11 oktober 2008 «onderlinge duels» 21:00 (UTC+3) | Tahir 31' Agab 74' | Verslag |                   | Al-Merrikh Stadion, Omdurman Toeschouwers: 27.000 Scheidsrechter: Jamel Ambaya |

### Groep 11
Eritrea trok zich terug, voordat er gespeeld werd, het land had al vanaf 2000 geen wedstrijd meer gespeeld en men was bang dat spelers uit het dictatoriale land zouden vluchten bij uitwedstrijden. Deelnemer aan het laatste WK Togo begon het WK met een 1-0 overwinning op Zambia, naar na nederlagen tegen Zambia en Swaziland kwam kwalificatie op de tocht te staan. Zambia speelde gelijk in Swaziland en werd groepshoofd met het imposante doelsaldo van twee goals voor en één goal tegen in vier wedstrijden. Togo moest winnen van Swaziland en deed dat op een overtuigende manier met 6-0, Arsenal-speler Emmanuel Adebayor scoorde vier doelpunten.
| Nr. | Land      | GW             | W              | G              | V              | DV             | DT             | DS             | Ptn            | Resultaat            |
| --- | --------- | -------------- | -------------- | -------------- | -------------- | -------------- | -------------- | -------------- | -------------- | -------------------- |
| 1   | Zambia    | 4              | 2              | 1              | 1              | 2              | 1              | +1             | 7              | Naar de derde ronde. |
| 2   | Togo      | 4              | 2              | 0              | 2              | 8              | 3              | +5             | 6              | Naar de derde ronde. |
| 3   | Swaziland | 4              | 1              | 1              | 2              | 2              | 8              | –6             | 4              |                      |
| 4   | Eritrea   | Teruggetrokken | Teruggetrokken | Teruggetrokken | Teruggetrokken | Teruggetrokken | Teruggetrokken | Teruggetrokken | Teruggetrokken |                      |

|                                            |             |         |        |                                                                                    |
| 31 mei 2008 «onderlinge duels» 15:30 (UTC) | Togo        | 1 – 0   | Zambia | Ohene Djanstadion, Accra (Ghana) Toeschouwers: 15.000 Scheidsrechter: Lassina Pare |
| 31 mei 2008 «onderlinge duels» 15:30 (UTC) | Olufadé 16' | Verslag |        | Ohene Djanstadion, Accra (Ghana) Toeschouwers: 15.000 Scheidsrechter: Lassina Pare |

|                                              |                           |         |             |                                                                                               |
| 8 juni 2008 «onderlinge duels» 15:00 (UTC+2) | Swaziland                 | 2 – 1   | Togo        | Somhlolo Nationaal Stadion, Lobamba Toeschouwers: 5.819 Scheidsrechter: Jean-Claude Niyongabo |
| 8 juni 2008 «onderlinge duels» 15:00 (UTC+2) | Dlamini 55' Salelwako 72' | Verslag | 88' Olufadé | Somhlolo Nationaal Stadion, Lobamba Toeschouwers: 5.819 Scheidsrechter: Jean-Claude Niyongabo |

|                                               |           |       |        |                                                                                    |
| 15 juni 2008 «onderlinge duels» 15:00 (UTC+2) | Swaziland | 0 – 0 | Zambia | Somhlolo Nationaal Stadion, Lobamba Toeschouwers: 7.462 Scheidsrechter: Alex Kotey |
| 15 juni 2008 «onderlinge duels» 15:00 (UTC+2) | Verslag   |       |        | Somhlolo Nationaal Stadion, Lobamba Toeschouwers: 7.462 Scheidsrechter: Alex Kotey |

|                                               |                       |         |           |                                                                                    |
| 21 juni 2008 «onderlinge duels» 14:00 (UTC+2) | Zambia                | 1 – 0   | Swaziland | Konkola Stadium, Chililabombwe Toeschouwers: 14.458 Scheidsrechter: Kenias Marange |
| 21 juni 2008 «onderlinge duels» 14:00 (UTC+2) | C. Katongo 85' (pen.) | Verslag |           | Konkola Stadium, Chililabombwe Toeschouwers: 14.458 Scheidsrechter: Kenias Marange |

|                                                    |                |         |      |                                                                                  |
| 10 september 2008 «onderlinge duels» 14:00 (UTC+2) | Zambia         | 1 – 0   | Togo | Konkola Stadium, Chililabombwe Toeschouwers: 10.500 Scheidsrechter: Jerome Damon |
| 10 september 2008 «onderlinge duels» 14:00 (UTC+2) | F. Katongo 31' | Verslag |      | Konkola Stadium, Chililabombwe Toeschouwers: 10.500 Scheidsrechter: Jerome Damon |

|                                                |                                                     |         |           |                                                                                   |
| 11 oktober 2008 «onderlinge duels» 15:30 (UTC) | Togo                                                | 6 – 0   | Swaziland | Ohene Djanstadion, Accra (Ghana) Toeschouwers: 8.000 Scheidsrechter: Divine Evehe |
| 11 oktober 2008 «onderlinge duels» 15:30 (UTC) | Salifou 16' Adebayor 29', 46', 71', 85' Olufadé 45' | Verslag |           | Ohene Djanstadion, Accra (Ghana) Toeschouwers: 8.000 Scheidsrechter: Divine Evehe |

### Groep 12
Egypte verdedigde met succes de Afrikaanse titel, in februari 2008 versloeg Egypte in Kameroen de finale met 1-0 en won voor de tweede achtereenvolgende keer de Afrikaanse titel. In kwalificatie-toernooien was de ploeg minder succesvol, de afgelopen vier WK's was de ploeg absent. Kwalificatie leek weer een moeilijke zaak te worden na een 1-0 nederlaag tegen Malawi, op de vierde speeldag won Egypte de thuiswedstrijd en stond de ploeg gelijk met Congo-Kinshasa. Op de voorlaatste speeldag speelde de ploegen tegen elkaar in Kinshasa. Voor 80.000 toeschouwers won Egypte met 0-1 door een doelpunt van Mohamed Abo Treka en werd uiteindelijk groepswinnaar. Congo zou genoeg hebben aan een gelijkspel tegen Malawi om zich ook te plaatsen. Voor 50.000 toeschouwers viel de beslissing als vaker in deze kwalificatie-reeksen in de slotminuten: Chiukepo Msowoya scoorde in de 87e minuut en Malawi zorgde voor een verrassing door zich te plaatsen voor de volgende ronde.
| Nr. | Land           | GW | W | G | V | DV | DT | DS  | Ptn | Resultaat            |
| --- | -------------- | -- | - | - | - | -- | -- | --- | --- | -------------------- |
| 1   | Egypte         | 6  | 5 | 0 | 1 | 13 | 2  | +11 | 15  | Naar de derde ronde. |
| 2   | Malawi         | 6  | 4 | 0 | 2 | 14 | 5  | +9  | 12  | Naar de derde ronde. |
| 3   | Congo-Kinshasa | 6  | 3 | 0 | 3 | 14 | 6  | +8  | 9   |                      |
| 4   | Djibouti       | 6  | 0 | 0 | 6 | 2  | 30 | –28 | 0   |                      |

|                                              |                                                                                        |         |           |                                                                                |
| 31 mei 2008 «onderlinge duels» 14:30 (UTC+2) | Malawi                                                                                 | 8 – 1   | Djibouti  | Kamazustadion, Blantyre Toeschouwers: 35.000 Scheidsrechter: Mathews Katjimune |
| 31 mei 2008 «onderlinge duels» 14:30 (UTC+2) | Kafoteka 4' Kanyenda 20', 48', 50' Kamwendo 67' Chavula 72' Ng'ambi 83' Mkandawire 88' | Verslag | 23' Daher | Kamazustadion, Blantyre Toeschouwers: 35.000 Scheidsrechter: Mathews Katjimune |

|                                              |                  |         |                |                                                                                  |
| 1 juni 2008 «onderlinge duels» 21:00 (UTC+3) | Egypte           | 2 – 1   | Congo-Kinshasa | Cairostadion, Caïro Toeschouwers: 40.000 Scheidsrechter: Rajindraparsad Seechurn |
| 1 juni 2008 «onderlinge duels» 21:00 (UTC+3) | Zaky 67' Eid 80' | Verslag | 44' Ilunga     | Cairostadion, Caïro Toeschouwers: 40.000 Scheidsrechter: Rajindraparsad Seechurn |

|                                              |          |         |                                              |                                                                                                  |
| 6 juni 2008 «onderlinge duels» 15:00 (UTC+3) | Djibouti | 0 – 4   | Egypte                                       | El Hadj Hassan Gouled Aptidon Stadion, Djibouti Toeschouwers: 6.000 Scheidsrechter: Amanuel Eyob |
| 6 juni 2008 «onderlinge duels» 15:00 (UTC+3) |          | Verslag | 40' Zaky 47' (pen.) Hosny 54' Hassan 65' Eid | El Hadj Hassan Gouled Aptidon Stadion, Djibouti Toeschouwers: 6.000 Scheidsrechter: Amanuel Eyob |

|                                              |                     |         |        |                                                                                   |
| 8 juni 2008 «onderlinge duels» 15:30 (UTC+1) | Congo-Kinshasa      | 1 – 0   | Malawi | Stade des Martyrs, Kinshasa Toeschouwers: 35.000 Scheidsrechter: Badr Abdel Gadir |
| 8 juni 2008 «onderlinge duels» 15:30 (UTC+1) | Matumona 75' (pen.) | Verslag |        | Stade des Martyrs, Kinshasa Toeschouwers: 35.000 Scheidsrechter: Badr Abdel Gadir |

|                                               |          |         |                                                        | |
| 13 juni 2008 «onderlinge duels» 15:00 (UTC+3) | Djibouti | 0 – 6   | Congo-Kinshasa                                         | El Hadj Hassan Gouled Aptidon Stadion, Djibouti Toeschouwers: 3.000 Scheidsrechter: Thapelo Disang |
| 13 juni 2008 «onderlinge duels» 15:00 (UTC+3) |          | Verslag | 25', 48' Mbokani 31' Nonda 40', 49' Matumona 79' Mputu | El Hadj Hassan Gouled Aptidon Stadion, Djibouti Toeschouwers: 3.000 Scheidsrechter: Thapelo Disang |

|                                               |               |         |        |                                                                             |
| 14 juni 2008 «onderlinge duels» 14:30 (UTC+2) | Malawi        | 1 – 0   | Egypte | Kamazustadion, Blantyre Toeschouwers: 40.000 Scheidsrechter: Yakhouba Keita |
| 14 juni 2008 «onderlinge duels» 14:30 (UTC+2) | Msowoya 90+3' | Verslag |        | Kamazustadion, Blantyre Toeschouwers: 40.000 Scheidsrechter: Yakhouba Keita |

|                                               |                                               |         |             |                                                                                  |
| 22 juni 2008 «onderlinge duels» 15:30 (UTC+1) | Congo-Kinshasa                                | 5 – 1   | Djibouti    | Stade des Martyrs, Kinshasa Toeschouwers: 15.000 Scheidsrechter: Khalil Rouaissi |
| 22 juni 2008 «onderlinge duels» 15:30 (UTC+1) | Nonda 10', 47', 51' Tshinyama 59' Mbokani 62' | Verslag | 90+1' Hirir | Stade des Martyrs, Kinshasa Toeschouwers: 15.000 Scheidsrechter: Khalil Rouaissi |

|                                               |                |         |        |                                                                        |
| 22 juni 2008 «onderlinge duels» 21:00 (UTC+3) | Egypte         | 2 – 0   | Malawi | Cairostadion, Caïro Toeschouwers: 20.000 Scheidsrechter: Badara Diatta |
| 22 juni 2008 «onderlinge duels» 21:00 (UTC+3) | Meteb 17', 50' | Verslag |        | Cairostadion, Caïro Toeschouwers: 20.000 Scheidsrechter: Badara Diatta |

|                                                   |          |         |                                    | |
| 5 september 2008 «onderlinge duels» 21:00 (UTC+3) | Djibouti | 0 – 3   | Malawi                             | El Hadj Hassan Gouled Aptidon Stadion, Djibouti Toeschouwers: 700 Scheidsrechter: Hélder Martins de Carvalho |
| 5 september 2008 «onderlinge duels» 21:00 (UTC+3) |          | Verslag | 45' Msowoya 60' Chavula 70' Nyondo | El Hadj Hassan Gouled Aptidon Stadion, Djibouti Toeschouwers: 700 Scheidsrechter: Hélder Martins de Carvalho |

|                                                   |                |         |               |                                                                                 |
| 7 september 2008 «onderlinge duels» 15:30 (UTC+1) | Congo-Kinshasa | 0 – 1   | Egypte        | Stade des Martyrs, Kinshasa Toeschouwers: 80.000 Scheidsrechter: Daniel Bennett |
| 7 september 2008 «onderlinge duels» 15:30 (UTC+1) |                | Verslag | 30' Abo Treka | Stade des Martyrs, Kinshasa Toeschouwers: 80.000 Scheidsrechter: Daniel Bennett |

|                                                  |                        |         |                |                                                                           |
| 11 oktober 2008 «onderlinge duels» 14:30 (UTC+2) | Malawi                 | 2 – 1   | Congo-Kinshasa | Kamazustadion, Blantyre Toeschouwers: 50.000 Scheidsrechter: Coffi Codjia |
| 11 oktober 2008 «onderlinge duels» 14:30 (UTC+2) | Ngambi 55' Msowoya 82' | Verslag | 12' LuaLua     | Kamazustadion, Blantyre Toeschouwers: 50.000 Scheidsrechter: Coffi Codjia |

|                                                  |                                                       |         |          |                                                                                           |
| 12 oktober 2008 «onderlinge duels» 20:00 (UTC+2) | Egypte                                                | 4 – 0   | Djibouti | Cairo Militaire Academie Stadion, Caïro Toeschouwers: 10.000 Scheidsrechter: Lassina Pare |
| 12 oktober 2008 «onderlinge duels» 20:00 (UTC+2) | Meteb 19' Hassan 50' Abo Treka 66' Riyad 90+2' (e.d.) | Verslag |          | Cairo Militaire Academie Stadion, Caïro Toeschouwers: 10.000 Scheidsrechter: Lassina Pare |

### Ranglijst nummers twee
De acht beste nummers twee gingen ook over naar de derde ronde. Omdat niet alle groepen uit evenveel landen bestonden, werd uit de groepen met vier landen het resultaat tegen het als vierde geëindigd land niet meegenomen. Dit leidde tot de volgende ranglijst:
|    | Land        | Grp | GW | W | G | V | DV | DT | DS | ptn |
| -- | ----------- | --- | -- | - | - | - | -- | -- | -- | --- |
| 1  | Rwanda      | 8   | 4  | 3 | 0 | 1 | 7  | 3  | +4 | 9   |
| 2  | Kenia       | 2   | 4  | 2 | 1 | 1 | 6  | 3  | +3 | 7   |
| 3  | Tunesië     | 9   | 4  | 2 | 1 | 1 | 4  | 3  | +1 | 7   |
| 4  | Togo        | 11  | 4  | 2 | 0 | 2 | 8  | 3  | +5 | 6   |
| 5  | Gabon       | 5   | 4  | 2 | 0 | 2 | 3  | 3  | 0  | 6   |
| 6  | Soedan      | 10  | 4  | 2 | 0 | 2 | 5  | 6  | −1 | 6   |
| 7  | Malawi      | 12  | 4  | 2 | 0 | 2 | 3  | 4  | −1 | 6   |
| 8  | Mozambique  | 7   | 4  | 1 | 2 | 1 | 5  | 3  | +2 | 5   |
| 9  | Gambia      | 6   | 4  | 1 | 2 | 1 | 2  | 2  | 0  | 5   |
| 10 | Angola      | 3   | 4  | 1 | 1 | 2 | 6  | 6  | 0  | 4   |
| 11 | Kaapverdië  | 1   | 4  | 1 | 0 | 3 | 3  | 7  | −4 | 3   |
| 12 | Zuid-Afrika | 4   | 4  | 0 | 1 | 3 | 0  | 4  | −4 | 1   |

## Derde ronde
De 20 landen, bestaande uit de 12 groepswinnaars en de 8 beste nummers-twee werden in 5 groepen van 4 geplaatst. De vijf groepswinnaars plaatsten zich voor de eindronde. De loting was op 22 oktober 2008 en werd gehouden in Zürich, Zwitserland.
| Groepswinnaars | 8 beste nr. 2 |
| --- | --- |
| Kameroen (Groep 1) Guinee (Groep 2) Benin (Groep 3) Nigeria (Groep 4) Ghana (Groep 5) Algerije (Groep 6) Ivoorkust (Groep 7) Marokko (Groep 8) Burkina Faso (Groep 9) Mali (Groep 10) Zambia (Groep 11) Egypte (Groep 12) | Kenia (Groep 2) Gabon (Groep 5) Mozambique (Groep 7) Rwanda (Groep 8) Tunesië (Groep 9) Soedan (Groep 10) Togo (Groep 11) Malawi (Groep 12) |

### Potindeling
De 20 landen werden op basis van de FIFA-ranglijst in vier potten van vijf ingedeeld, met de sterkste landen in pot 1 en de zwakste in pot 4. De verdeling is gebaseerd op de FIFA-wereldranglijst van oktober 2008. Achter haakjes staat de positie van het land op die lijst. Uit elke pot werd elk land in een andere groep geloot. Landen die in dezelfde pot zijn ingedeeld konden dus niet tegen elkaar spelen.
| Pot 1                                                            | Pot 2                                                         | Pot 3                                                          | Pot 4                                                            |
| ---------------------------------------------------------------- | ------------------------------------------------------------- | -------------------------------------------------------------- | ---------------------------------------------------------------- |
| Kameroen (12) Egypte (22) Ghana (25) Nigeria (27) Ivoorkust (29) | Guinee (41) Marokko (43) Tunesië (47) Mali (53) Algerije (56) | Burkina Faso (63) Gabon (67) Zambia (70) Kenia (79) Benin (81) | Rwanda (87) Togo (91) Mozambique (100) Soedan (106) Malawi (109) |

### Groep A
Kameroen, afwezig op het laatste WK was de grote favoriet zich te plaatsen, maar had een valse start, in Togo verloor het met 1-0 door een doelpunt van Emmanuel Adebayor en in de thuiswedstrijd tegen Marokko werd er niet gescoord. Verrassende leider werd Gabon, dat de cyclus begon met een 1-2 overwinning op Marokko mede dankzij een doelpunt van de debuterende Pierre-Emerick Aubameyang. De tweede wedstrijd tegen Togo eindigde in een 3-0 overwinning, later werd de wedstrijd omgezet in een reglementaire 3-0 zege, omdat Togo een speler opstelde die niet speelgerechtigd was.
Kameroen moest het tweeluik tegen Gabon winnen om weer het initiatief in de groep te hebben. De uitwedstrijd werd met 0-2 gewonnen en na een 2-1 zege in de thuiswedstrijd had Kameroen één punt voorsprong op Gabon. De volgende wedstrijden tegen Togo en Marokko werden gewonnen en sinds 1982 plaatste Kameroen zich voor de zesde keer in acht pogingen. Belangrijkste speler was nog steeds Samuel Eto'o, de aanvaller die moest vertrekken bij FC Barcelona, maar wraak nam door met zijn nieuwe club Inter Milan FC Barcelona in de halve finale van de Champions League te verslaan en de Champions League te winnen. Marokko was ook een vooraanstaand Afrikaans topland, was echter ver teruggevallen, haalde slechts drie punten en eindigde onderaan.
| Nr. | Land     | GW | W | G | V | DV | DT | DS | Ptn | Resultaat                                 |
| --- | -------- | -- | - | - | - | -- | -- | -- | --- | ----------------------------------------- |
| 1   | Kameroen | 6  | 4 | 1 | 1 | 9  | 2  | +7 | 13  | Gekwalificeerd voor het WK en Afrika Cup. |
| 2   | Gabon    | 6  | 3 | 0 | 3 | 9  | 7  | +2 | 9   | Gekwalificeerd voor de Afrika Cup.        |
| 3   | Togo     | 6  | 2 | 2 | 2 | 3  | 7  | –4 | 8   | Gekwalificeerd voor de Afrika Cup.        |
| 4   | Marokko  | 6  | 0 | 3 | 3 | 3  | 8  | –5 | 3   |                                           |

|                                              |              |         |          |                                                                                         |
| 28 maart 2009 «onderlinge duels» 16:00 (UTC) | Togo         | 1 – 0   | Kameroen | Ohene Djanstadion, Accra (Ghana) Toeschouwers: 26.450 Scheidsrechter: Esam Abd El Fatah |
| 28 maart 2009 «onderlinge duels» 16:00 (UTC) | Adebayor 11' | Verslag |          | Ohene Djanstadion, Accra (Ghana) Toeschouwers: 26.450 Scheidsrechter: Esam Abd El Fatah |

|                                              |                 |         |                            |                                                                                 |
| 28 maart 2009 «onderlinge duels» 20:00 (UTC) | Marokko         | 1 – 2   | Gabon                      | Stade Mohammed V, Casablanca Toeschouwers: 38.000 Scheidsrechter: Badara Diatta |
| 28 maart 2009 «onderlinge duels» 20:00 (UTC) | El Hamdaoui 83' | Verslag | 34' P. Aubameyang 45' Méyé | Stade Mohammed V, Casablanca Toeschouwers: 38.000 Scheidsrechter: Badara Diatta |

|                                              |                              |              |      |                                                                                 |
| 6 juni 2009 «onderlinge duels» 15:30 (UTC+1) | Gabon                        | 3 – 0(regl.) | Togo | Stade Omar Bongo, Libreville Toeschouwers: 20.000 Scheidsrechter: Verson Lwanja |
| 6 juni 2009 «onderlinge duels» 15:30 (UTC+1) | Ecuele 11' Méyé 67' Brou 81' | Verslag      |      | Stade Omar Bongo, Libreville Toeschouwers: 20.000 Scheidsrechter: Verson Lwanja |

|                                              |          |       |         | |
| 7 juni 2009 «onderlinge duels» 15:30 (UTC+1) | Kameroen | 0 – 0 | Marokko | Stade Omnisports Ahmadou Ahidjo, Yaoundé Toeschouwers: 35.000 Scheidsrechter: Rajindraparsad Seechurn |
| 7 juni 2009 «onderlinge duels» 15:30 (UTC+1) | Verslag  |       |         | Stade Omnisports Ahmadou Ahidjo, Yaoundé Toeschouwers: 35.000 Scheidsrechter: Rajindraparsad Seechurn |

|                                             |         |       |      |                                                                                    |
| 20 juni 2009 «onderlinge duels» 18:00 (UTC) | Marokko | 0 – 0 | Togo | Stade Moulay Abdallah, Rabat Toeschouwers: 22.000 Scheidsrechter: Wellington Kaoma |
| 20 juni 2009 «onderlinge duels» 18:00 (UTC) | Verslag |       |      | Stade Moulay Abdallah, Rabat Toeschouwers: 22.000 Scheidsrechter: Wellington Kaoma |

|                                                   |       |         |                     |                                                                                 |
| 5 september 2009 «onderlinge duels» 15:30 (UTC+1) | Gabon | 0 – 2   | Kameroen            | Stade Omar Bongo, Libreville Toeschouwers: 10.000 Scheidsrechter: Alfred Ndinya |
| 5 september 2009 «onderlinge duels» 15:30 (UTC+1) |       | Verslag | 65' Emana 67' Eto'o | Stade Omar Bongo, Libreville Toeschouwers: 10.000 Scheidsrechter: Alfred Ndinya |

|                                                 |            |         |               |                                                                           |
| 6 september 2009 «onderlinge duels» 15:30 (UTC) | Togo       | 1 – 1   | Marokko       | Stade de Kégué, Lomé Toeschouwers: 24.651 Scheidsrechter: Muhmed Ssegonga |
| 6 september 2009 «onderlinge duels» 15:30 (UTC) | Salifou 3' | Verslag | 90+2' Taarabt | Stade de Kégué, Lomé Toeschouwers: 24.651 Scheidsrechter: Muhmed Ssegonga |

|                                                   |                      |         |            |                                                                                               |
| 9 september 2009 «onderlinge duels» 15:30 (UTC+1) | Kameroen             | 2 – 1   | Gabon      | Stade Omnisports Ahmadou Ahidjo, Yaoundé Toeschouwers: 38.000 Scheidsrechter: Kacem Bennaceur |
| 9 september 2009 «onderlinge duels» 15:30 (UTC+1) | Makoun 25' Eto'o 64' | Verslag | 90' Cousin | Stade Omnisports Ahmadou Ahidjo, Yaoundé Toeschouwers: 38.000 Scheidsrechter: Kacem Bennaceur |

|                                                  |                                 |         |      |                                                                                                |
| 10 oktober 2009 «onderlinge duels» 15:30 (UTC+1) | Kameroen                        | 3 – 0   | Togo | Stade Omnisports Ahmadou Ahidjo, Yaoundé Toeschouwers: 37.400 Scheidsrechter: Wellington Kaoma |
| 10 oktober 2009 «onderlinge duels» 15:30 (UTC+1) | Geremi 29' Makoun 46' Emana 54' | Verslag |      | Stade Omnisports Ahmadou Ahidjo, Yaoundé Toeschouwers: 37.400 Scheidsrechter: Wellington Kaoma |

|                                                  |                                             |         |             |                                                                                   |
| 10 oktober 2009 «onderlinge duels» 15:30 (UTC+1) | Gabon                                       | 3 – 1   | Marokko     | Stade Omar Bongo, Libreville Toeschouwers: 14.000 Scheidsrechter: Noumandiez Doué |
| 10 oktober 2009 «onderlinge duels» 15:30 (UTC+1) | Erbati 43' (e.d.) Mouloungui 65' Cousin 70' | Verslag | 88' Taarabt | Stade Omar Bongo, Libreville Toeschouwers: 14.000 Scheidsrechter: Noumandiez Doué |

|                                                 |         |         |                    |                                                                      |
| 14 november 2009 «onderlinge duels» 15:30 (UTC) | Marokko | 0 – 2   | Kameroen           | Fez Stadium, Fez Toeschouwers: 17.000 Scheidsrechter: Daniel Bennett |
| 14 november 2009 «onderlinge duels» 15:30 (UTC) |         | Verslag | 19' Webó 52' Eto'o | Fez Stadium, Fez Toeschouwers: 17.000 Scheidsrechter: Daniel Bennett |

|                                                 |           |         |       |                                                                                   |
| 14 november 2009 «onderlinge duels» 15:30 (UTC) | Togo      | 1 – 0   | Gabon | Stade de Kégué, Lomé Toeschouwers: 10.000 Scheidsrechter: Rajindraparsad Seechurn |
| 14 november 2009 «onderlinge duels» 15:30 (UTC) | Ayité 71' | Verslag |       | Stade de Kégué, Lomé Toeschouwers: 10.000 Scheidsrechter: Rajindraparsad Seechurn |

### Groep B
De strijd ging tussen twee traditionele toplanden in Afrika: Tunesië en Nigeria. Na vier speeldagen had Tunesië een voorsprong van twee punten, de twee onderlinge wedstrijden eindigden beiden in een gelijkspel, Nigeria begon de cyclus met een doelpuntloos gelijkspel tegen Mozambique, terwijl Tunesiě de overige wedstrijden won. Op de voorlaatste speeldag had Tunesië zich al bijna geplaatst, terwijl Tunesië met 1-0 won van Kenia, won Nigeria pas in blessure-tijd van Mozambique door een doelpunt van Victor Obinna, het verschil bleef twee punten. Op de laatste speeldag bleef het lang spannend, Nigeria won met 2-3 van Kenia, terwijl Tunesië in de slotminuten verloor van Mozambique. Nigeria plaatste zich alsnog voor het WK, Tunesië plaatste zich voor de eerste keer sinds 1994 niet voor een WK.
| Nr. | Land       | GW | W | G | V | DV | DT | DS | Ptn | Resultaat                                 |
| --- | ---------- | -- | - | - | - | -- | -- | -- | --- | ----------------------------------------- |
| 1   | Nigeria    | 6  | 3 | 3 | 0 | 9  | 4  | +5 | 12  | Gekwalificeerd voor het WK en Afrika Cup. |
| 2   | Tunesië    | 6  | 3 | 2 | 1 | 7  | 4  | +3 | 11  | Gekwalificeerd voor de Afrika Cup.        |
| 3   | Mozambique | 6  | 2 | 1 | 3 | 3  | 5  | –2 | 7   | Gekwalificeerd voor de Afrika Cup.        |
| 4   | Kenia      | 6  | 1 | 0 | 5 | 5  | 11 | –6 | 3   |                                           |

|                                                |            |         |                    |                                                                                    |
| 28 maart 2009 «onderlinge duels» 16:00 (UTC+3) | Kenia      | 1 – 2   | Tunesië            | Nationaal Stadion Nyayo, Nairobi Toeschouwers: 27.000 Scheidsrechter: Divine Evehe |
| 28 maart 2009 «onderlinge duels» 16:00 (UTC+3) | Oliech 70' | Verslag | 6' Jemal 79' Jemâa | Nationaal Stadion Nyayo, Nairobi Toeschouwers: 27.000 Scheidsrechter: Divine Evehe |

|                                                |            |       |         |                                                                              |
| 29 maart 2009 «onderlinge duels» 15:00 (UTC+2) | Mozambique | 0 – 0 | Nigeria | Estádio da Machava, Maputo Toeschouwers: 35.000 Scheidsrechter: Amanuel Eyob |
| 29 maart 2009 «onderlinge duels» 15:00 (UTC+2) | Verslag    |       |         | Estádio da Machava, Maputo Toeschouwers: 35.000 Scheidsrechter: Amanuel Eyob |

|                                              |                                    |         |            |                                                                            |
| 6 juni 2009 «onderlinge duels» 18:00 (UTC+1) | Tunesië                            | 2 – 0   | Mozambique | Stade 7 november, Radès Toeschouwers: 30.000 Scheidsrechter: Kokou Djaoupe |
| 6 juni 2009 «onderlinge duels» 18:00 (UTC+1) | Ben Yahia 21' (pen.) Darragi 90+1' | Verslag |            | Stade 7 november, Radès Toeschouwers: 30.000 Scheidsrechter: Kokou Djaoupe |

|                                              |                                   |         |       |                                                                             |
| 7 juni 2009 «onderlinge duels» 17:00 (UTC+1) | Nigeria                           | 3 – 0   | Kenia | Abujastadion, Abuja Toeschouwers: 60.000 Scheidsrechter: Abdellah El Achiri |
| 7 juni 2009 «onderlinge duels» 17:00 (UTC+1) | I. Uche 2' Obinna 72' (pen.), 77' | Verslag |       | Abujastadion, Abuja Toeschouwers: 60.000 Scheidsrechter: Abdellah El Achiri |

|                                               |                               |         |               |                                                                                      |
| 20 juni 2009 «onderlinge duels» 16:00 (UTC+3) | Kenia                         | 2 – 1   | Mozambique    | Kasarani Sports Complex, Nairobi Toeschouwers: 15.000 Scheidsrechter: Yakhouba Keita |
| 20 juni 2009 «onderlinge duels» 16:00 (UTC+3) | J. Owino 8' Mariga 72' (pen.) | Verslag | 49' Domingues | Kasarani Sports Complex, Nairobi Toeschouwers: 15.000 Scheidsrechter: Yakhouba Keita |

|                                               |         |       |         |                                                                              |
| 20 juni 2009 «onderlinge duels» 19:10 (UTC+1) | Tunesië | 0 – 0 | Nigeria | Stade 7 november, Radès Toeschouwers: 45.000 Scheidsrechter: Koman Coulibaly |
| 20 juni 2009 «onderlinge duels» 19:10 (UTC+1) | Verslag |       |         | Stade 7 november, Radès Toeschouwers: 45.000 Scheidsrechter: Koman Coulibaly |

|                                                   |               |         |       |                                                                                 |
| 6 september 2009 «onderlinge duels» 15:00 (UTC+2) | Mozambique    | 1 – 0   | Kenia | Estádio da Machava, Maputo Toeschouwers: 35.000 Scheidsrechter: Koman Coulibaly |
| 6 september 2009 «onderlinge duels» 15:00 (UTC+2) | Tico-Tico 66' | Verslag |       | Estádio da Machava, Maputo Toeschouwers: 35.000 Scheidsrechter: Koman Coulibaly |

|                                                   |                            |         |                        |                                                                         |
| 6 september 2009 «onderlinge duels» 17:00 (UTC+1) | Nigeria                    | 2 – 2   | Tunesië                | Abujastadion, Abuja Toeschouwers: 52.000 Scheidsrechter: Daniel Bennett |
| 6 september 2009 «onderlinge duels» 17:00 (UTC+1) | Odemwingie 23' Eneramo 80' | Verslag | 24' Taïder 89' Darragi | Abujastadion, Abuja Toeschouwers: 52.000 Scheidsrechter: Daniel Bennett |

|                                                  |              |         |            |                                                                              |
| 11 oktober 2009 «onderlinge duels» 17:00 (UTC+1) | Nigeria      | 1 – 0   | Mozambique | Abujastadion, Abuja Toeschouwers: 13.000 Scheidsrechter: Khalid Abdel Rahman |
| 11 oktober 2009 «onderlinge duels» 17:00 (UTC+1) | Obinna 90+3' | Verslag |            | Abujastadion, Abuja Toeschouwers: 13.000 Scheidsrechter: Khalid Abdel Rahman |

|                                                  |          |         |       |                                                                            |
| 11 oktober 2009 «onderlinge duels» 17:00 (UTC+1) | Tunesië  | 1 – 0   | Kenia | Stade 7 november, Radès Toeschouwers: 50.000 Scheidsrechter: Badara Diatta |
| 11 oktober 2009 «onderlinge duels» 17:00 (UTC+1) | Jemâa 1' | Verslag |       | Stade 7 november, Radès Toeschouwers: 50.000 Scheidsrechter: Badara Diatta |

|                                                   |                      |         |                             |                                                                                    |
| 14 november 2009 «onderlinge duels» 16:00 (UTC+3) | Kenia                | 2 – 3   | Nigeria                     | Nationaal Stadion Nyayo, Nairobi Toeschouwers: 20.000 Scheidsrechter: Eddy Maillet |
| 14 november 2009 «onderlinge duels» 16:00 (UTC+3) | Oliech 15' Wanga 77' | Verslag | 60', 81' Martins 64' Yakubu | Nationaal Stadion Nyayo, Nairobi Toeschouwers: 20.000 Scheidsrechter: Eddy Maillet |

|                                                   |            |         |         |                                                                                 |
| 14 november 2009 «onderlinge duels» 15:00 (UTC+2) | Mozambique | 1 – 0   | Tunesië | Estádio da Machava, Maputo Toeschouwers: 30.000 Scheidsrechter: Noumandiez Doué |
| 14 november 2009 «onderlinge duels» 15:00 (UTC+2) | Dário 83'  | Verslag |         | Estádio da Machava, Maputo Toeschouwers: 30.000 Scheidsrechter: Noumandiez Doué |

### Groep C
De winnaar van de laatste twee Afrika Cups Egypte had zich al niet meer gekwalificeerd voor het WK sinds het WK in 1990 en begon de kwalificatie beroerd met een gelijkspel thuis tegen Zambia en een 3-1 nederlaag tegen Algerije. Hoewel Egypte en Algerije geen buurlanden zijn is er grote rivaliteit tussen beide landen, de kwalificatie-wedstrijden tussen beide landen in 1990 liepen uit de hand, waarbij de Algerijnse sterspeler Lakhdar Belloumi een Algerijnse arts verwondde, waardoor de arts aan één oog verblind was. Bij de wedstrijd in Algiers leek de spanning afgenomen, na diplomatie van de Algerijnse president werd de Egyptische arts gecompenseerd en werden de spelers van Egypte bij aankomst onthaald met bloemen. 
Na deze wedstrijd wonnen beide landen alle wedstrijden en de rivaliteit tussen beide landen begon weer toe te nemen. De laatste wedstrijd van beide landen in Caïro werd cruciaal, Algerije zou genoeg hebben aan een 1-0 nederlaag, bij een 2-0 nederlaag zou een beslissingswedstrijd nodig zijn, men riep op kalm te blijven. Wanneer het Algerijnse team arriveerde in Egypte werd de spelersbus bekogeld met stenen,, de Egyptische media verklaarden dat de Algerijnen zelf de spelersbus bekogeld hadden om ervoor te zorgen dat de wedstrijd zou worden afgelast. De wedstrijd werd gespeeld in een intimiderende atmosfeer, in de slotfase kwam Egypte op een 2-0 voorsprong, het doelpunt van Emad Meteb neigde naar buitenspel. In Frankrijk braken rellen uit, zes Algerijnse supporters verloren in Caïro het leven en de FIFA besloot dat de eerstvolgende wedstrijden van het Egyptische team niet in Caïro zouden worden gespeeld.
Beide landen hadden evenveel punten, een gelijk aantal doelsaldo, evenveel doelpunten gemaakt en de onderlinge wedstrijden eindigde beiden in een overwinning met twee doelpunten verschil (de regel van het uit gescoorde doelpunt telde nog niet). Er moest een beslissingswedstrijd komen, de landen konden het niet eens worden waar gespeeld moest worden en na loting werd er gespeeld in Soedan. Ondanks de zware beveiliging (14.000 agenten voor 18.000 toeschouwers) verliep de wedstrijd onrustig, de Egyptische bus werd op weg naar een training bekogeld door Algerijnse supporters. De wedstrijd werd gewonnen door Algerije door een doelpunt van Anthar Yahia en Algerije plaatste zich voor de eerste keer sinds 1986 voor het WK. In de feestvreugde na de definitieve overwinning op de aartsrivaal vielen er doden in Algerije. De diplomatieke betrekking tussen beide landen waren ernstig bekoeld, de ambassadeurs van beide landen werden op het matje gestuurd, de politiek bemoeide zich er ook mee, mede omdat beide landen er economisch slecht voor stonden en daardoor de aandacht naar voetbal kon verplaatsen. Dictator Khadaffi van gezamenlijk buurland Libië bemiddelde in de rel tussen beide landen en een voetbaloorlog zoals tussen El Salvador en Honduras in 1969 bleef uit. Egypte nam revanche door voor de derde achtereenvolgende keer Afrikaans kampioen te worden, onder andere door een 4-0 overwinning op Algerije in de halve finale, incidenten bleven uit.
| Nr. | Land     | GW | W | G | V | DV | DT | DS | Ptn | Resultaat                                 |
| --- | -------- | -- | - | - | - | -- | -- | -- | --- | ----------------------------------------- |
| 1   | Algerije | 6  | 4 | 1 | 1 | 9  | 4  | +5 | 13  | Gekwalificeerd voor het WK en Afrika Cup. |
| 2   | Egypte   | 6  | 4 | 1 | 1 | 9  | 4  | +5 | 13  | Gekwalificeerd voor de Afrika Cup.        |
| 3   | Zambia   | 6  | 1 | 2 | 3 | 2  | 5  | –3 | 5   | Gekwalificeerd voor de Afrika Cup.        |
| 4   | Rwanda   | 6  | 0 | 2 | 4 | 1  | 8  | –7 | 2   |                                           |

|                                                |         |       |          |                                                                         |
| 28 maart 2009 «onderlinge duels» 15:30 (UTC+2) | Rwanda  | 0 – 0 | Algerije | Stade Amahoro, Kigali Toeschouwers: 22.000 Scheidsrechter: Coffi Codjia |
| 28 maart 2009 «onderlinge duels» 15:30 (UTC+2) | Verslag |       |          | Stade Amahoro, Kigali Toeschouwers: 22.000 Scheidsrechter: Coffi Codjia |

|                                                |          |         |             |                                                                                          |
| 29 maart 2009 «onderlinge duels» 19:30 (UTC+2) | Egypte   | 1 – 1   | Zambia      | Cairo Internationaal Stadion, Caïro Toeschouwers: 70.000 Scheidsrechter: Koman Coulibaly |
| 29 maart 2009 «onderlinge duels» 19:30 (UTC+2) | Zaki 27' | Verslag | 56' Kasonde | Cairo Internationaal Stadion, Caïro Toeschouwers: 70.000 Scheidsrechter: Koman Coulibaly |

|                                              |            |         |        |                                                                                              |
| 6 juni 2009 «onderlinge duels» 14:00 (UTC+2) | Zambia     | 1 – 0   | Rwanda | Konkola Stadium, Chililabombwe Toeschouwers: 28.000 Scheidsrechter: Cheikh Ahmed Tidane Seck |
| 6 juni 2009 «onderlinge duels» 14:00 (UTC+2) | Kalaba 78' | Verslag |        | Konkola Stadium, Chililabombwe Toeschouwers: 28.000 Scheidsrechter: Cheikh Ahmed Tidane Seck |

|                                              |                                      |         |               |                                                                                    |
| 7 juni 2009 «onderlinge duels» 20:30 (UTC+1) | Algerije                             | 3 – 1   | Egypte        | Mustapha Tchakerstadion, Blida Toeschouwers: 26.500 Scheidsrechter: Daniel Bennett |
| 7 juni 2009 «onderlinge duels» 20:30 (UTC+1) | Matmour 60' Ghezzal 64' Djebbour 77' | Verslag | 86' Abo Treka | Mustapha Tchakerstadion, Blida Toeschouwers: 26.500 Scheidsrechter: Daniel Bennett |

|                                               |        |         |                         |                                                                                 |
| 20 juni 2009 «onderlinge duels» 14:00 (UTC+2) | Zambia | 0 – 2   | Algerije                | Konkola Stadium, Chililabombwe Toeschouwers: 9.000 Scheidsrechter: Divine Evehe |
| 20 juni 2009 «onderlinge duels» 14:00 (UTC+2) |        | Verslag | 21' Bougherra 66' Saïfi | Konkola Stadium, Chililabombwe Toeschouwers: 9.000 Scheidsrechter: Divine Evehe |

|                                              |                                     |         |        |                                                                                              |
| 5 juli 2009 «onderlinge duels» 20:30 (UTC+3) | Egypte                              | 3 – 0   | Rwanda | Cairo Militaire Academie Stadion, Caïro Toeschouwers: 18.000 Scheidsrechter: Emmanuel Imiere |
| 5 juli 2009 «onderlinge duels» 20:30 (UTC+3) | Abo Treka 64', 90' Hosny 74' (pen.) | Verslag |        | Cairo Militaire Academie Stadion, Caïro Toeschouwers: 18.000 Scheidsrechter: Emmanuel Imiere |

|                                                   |        |         |            |                                                                           |
| 5 september 2009 «onderlinge duels» 15:30 (UTC+2) | Rwanda | 0 – 1   | Egypte     | Stade Amahoro, Kigali Toeschouwers: 20.000 Scheidsrechter: Joseph Lamptey |
| 5 september 2009 «onderlinge duels» 15:30 (UTC+2) |        | Verslag | 67' Hassan | Stade Amahoro, Kigali Toeschouwers: 20.000 Scheidsrechter: Joseph Lamptey |

|                                                   |           |         |        |                                                                                             |
| 6 september 2009 «onderlinge duels» 22:00 (UTC+1) | Algerije  | 1 – 0   | Zambia | Mustapha Tchakerstadion, Blida Toeschouwers: 30.000 Scheidsrechter: Rajindraparsad Seechurn |
| 6 september 2009 «onderlinge duels» 22:00 (UTC+1) | Saïfi 59' | Verslag |        | Mustapha Tchakerstadion, Blida Toeschouwers: 30.000 Scheidsrechter: Rajindraparsad Seechurn |

|                                                  |        |         |           |                                                                                   |
| 10 oktober 2009 «onderlinge duels» 14:00 (UTC+2) | Zambia | 0 – 1   | Egypte    | Konkola Stadium, Chililabombwe Toeschouwers: 10.000 Scheidsrechter: Kokou Djaoupe |
| 10 oktober 2009 «onderlinge duels» 14:00 (UTC+2) |        | Verslag | 69' Hosny | Konkola Stadium, Chililabombwe Toeschouwers: 10.000 Scheidsrechter: Kokou Djaoupe |

|                                                  |                                              |         |            |                                                                                    |
| 11 oktober 2009 «onderlinge duels» 19:15 (UTC+1) | Algerije                                     | 3 – 1   | Rwanda     | Mustapha Tchakerstadion, Blida Toeschouwers: 22.000 Scheidsrechter: Yakhouba Keita |
| 11 oktober 2009 «onderlinge duels» 19:15 (UTC+1) | Ghezzal 22' Belhadj 45+2' Ziani 90+5' (pen.) | Verslag | 19' Mutesa | Mustapha Tchakerstadion, Blida Toeschouwers: 22.000 Scheidsrechter: Yakhouba Keita |

|                                                   |         |       |        |                                                                         |
| 14 november 2009 «onderlinge duels» 15:30 (UTC+2) | Rwanda  | 0 – 0 | Zambia | Stade Amahoro, Kigali Toeschouwers: 18.000 Scheidsrechter: Jamel Ambaya |
| 14 november 2009 «onderlinge duels» 15:30 (UTC+2) | Verslag |       |        | Stade Amahoro, Kigali Toeschouwers: 18.000 Scheidsrechter: Jamel Ambaya |

|                                                   |                     |         |          |                                                                                       |
| 14 november 2009 «onderlinge duels» 19:30 (UTC+2) | Egypte              | 2 – 0   | Algerije | Cairo Internationaal Stadion, Caïro Toeschouwers: 75.000 Scheidsrechter: Jerome Damon |
| 14 november 2009 «onderlinge duels» 19:30 (UTC+2) | Zaki 3' Meteb 90+5' | Verslag |          | Cairo Internationaal Stadion, Caïro Toeschouwers: 75.000 Scheidsrechter: Jerome Damon |

Play-off
|                                                   |           |         |        |                                                                                         |
| 18 november 2009 «onderlinge duels» 20:30 (UTC+3) | Algerije  | 1 – 0   | Egypte | Al-Merrikh Stadion, Omdurman (Soedan) Toeschouwers: 35.000 Scheidsrechter: Eddy Maillet |
| 18 november 2009 «onderlinge duels» 20:30 (UTC+3) | Yahia 40' | Verslag |        | Al-Merrikh Stadion, Omdurman (Soedan) Toeschouwers: 35.000 Scheidsrechter: Eddy Maillet |

### Groep D
Ghana plaatste zich vrij makkelijk voor het WK, het won de eerste vier van de zes wedstrijden en aangezien mogelijke concurrenten Mali en Benin onderling veel punten verspeelde, was de voorsprong in een vroege fase aanzienlijk. Voor Ghana werd dit het tweede WK, vier jaar daarvoor strandde de ploeg in de achtste finales.
| Nr. | Land   | GW | W | G | V | DV | DT | DS | Ptn | Resultaat                                 |
| --- | ------ | -- | - | - | - | -- | -- | -- | --- | ----------------------------------------- |
| 1   | Ghana  | 6  | 4 | 1 | 1 | 9  | 3  | +6 | 13  | Gekwalificeerd voor het WK en Afrika Cup. |
| 2   | Benin  | 6  | 3 | 1 | 2 | 6  | 6  | 0  | 10  | Gekwalificeerd voor de Afrika Cup.        |
| 3   | Mali   | 6  | 2 | 3 | 1 | 8  | 7  | +1 | 9   | Gekwalificeerd voor de Afrika Cup.        |
| 4   | Soedan | 6  | 0 | 1 | 5 | 2  | 9  | –7 | 1   |                                           |

|                                                |              |         |             |                                                                                |
| 28 maart 2009 «onderlinge duels» 20:00 (UTC+3) | Soedan       | 1 – 1   | Mali        | Al-Merrikh Stadion, Omdurman Toeschouwers: 35.000 Scheidsrechter: Eddy Maillet |
| 28 maart 2009 «onderlinge duels» 20:00 (UTC+3) | El Tahir 23' | Verslag | 19' Kanouté | Al-Merrikh Stadion, Omdurman Toeschouwers: 35.000 Scheidsrechter: Eddy Maillet |

|                                              |          |         |       |                                                                              |
| 29 maart 2009 «onderlinge duels» 17:00 (UTC) | Ghana    | 1 – 0   | Benin | Baba Yarastadion, Kumasi Toeschouwers: 39.000 Scheidsrechter: Daniel Bennett |
| 29 maart 2009 «onderlinge duels» 17:00 (UTC) | Tagoe 1' | Verslag |       | Baba Yarastadion, Kumasi Toeschouwers: 39.000 Scheidsrechter: Daniel Bennett |

|                                              |                |         |        |                                                                                |
| 7 juni 2009 «onderlinge duels» 16:00 (UTC+1) | Benin          | 1 – 0   | Soedan | Stade de l'Amitié, Cotonou Toeschouwers: 26.000 Scheidsrechter: Kenias Marange |
| 7 juni 2009 «onderlinge duels» 16:00 (UTC+1) | Omotoyossi 22' | Verslag |        | Stade de l'Amitié, Cotonou Toeschouwers: 26.000 Scheidsrechter: Kenias Marange |

|                                            |      |                       |       |                                                                            |
| 7 juni 2009 «onderlinge duels» 19:00 (UTC) | Mali | 0 – 2                 | Ghana | Stade du 26 Mars, Bamako Toeschouwers: 40.000 Scheidsrechter: Divine Evehe |
| 7 juni 2009 «onderlinge duels» 19:00 (UTC) |      | Asamoah 67' Amoah 79' |       | Stade du 26 Mars, Bamako Toeschouwers: 40.000 Scheidsrechter: Divine Evehe |

|                                               |        |         |               |                                                                                |
| 20 juni 2009 «onderlinge duels» 20:30 (UTC+3) | Soedan | 0 – 2   | Ghana         | Al-Merrikh Stadion, Omdurman Toeschouwers: 30.000 Scheidsrechter: Jamel Ambaya |
| 20 juni 2009 «onderlinge duels» 20:30 (UTC+3) |        | Verslag | 6', 52' Amoah | Al-Merrikh Stadion, Omdurman Toeschouwers: 30.000 Scheidsrechter: Jamel Ambaya |

|                                             |                                  |         |                 |                                                                                 |
| 21 juni 2009 «onderlinge duels» 19:00 (UTC) | Mali                             | 3 – 1   | Benin           | Stade du 26 Mars, Bamako Toeschouwers: 40.000 Scheidsrechter: Esam Abd El Fatah |
| 21 juni 2009 «onderlinge duels» 19:00 (UTC) | Maïga 29' Diallo 76' Kanouté 84' | Verslag | 15' S. Tchomogo | Stade du 26 Mars, Bamako Toeschouwers: 40.000 Scheidsrechter: Esam Abd El Fatah |

|                                                   |            |         |             |                                                                              |
| 6 september 2009 «onderlinge duels» 16:00 (UTC+1) | Benin      | 1 – 1   | Mali        | Stade de l'Amitié, Cotonou Toeschouwers: 33.000 Scheidsrechter: Jerome Damon |
| 6 september 2009 «onderlinge duels» 16:00 (UTC+1) | Aoudou 87' | Verslag | 72' Samassa | Stade de l'Amitié, Cotonou Toeschouwers: 33.000 Scheidsrechter: Jerome Damon |

|                                                 |                        |         |        |                                                                                 |
| 6 september 2009 «onderlinge duels» 17:00 (UTC) | Ghana                  | 2 – 0   | Soedan | Ohene Djanstadion, Accra Toeschouwers: 38.000 Scheidsrechter: Esam Abd El Fatah |
| 6 september 2009 «onderlinge duels» 17:00 (UTC) | Muntari 14' Essien 53' | Verslag |        | Ohene Djanstadion, Accra Toeschouwers: 38.000 Scheidsrechter: Esam Abd El Fatah |

|                                                  |            |         |       |                                                                               |
| 11 oktober 2009 «onderlinge duels» 16:00 (UTC+1) | Benin      | 1 – 0   | Ghana | Stade de l'Amitié, Cotonou Toeschouwers: 20.000 Scheidsrechter: Verson Lwanja |
| 11 oktober 2009 «onderlinge duels» 16:00 (UTC+1) | Aoudou 89' | Verslag |       | Stade de l'Amitié, Cotonou Toeschouwers: 20.000 Scheidsrechter: Verson Lwanja |

|                                                |             |         |        |                                                                               |
| 11 oktober 2009 «onderlinge duels» 18:00 (UTC) | Mali        | 1 – 0   | Soedan | Stade du 26 Mars, Bamako Toeschouwers: 15.000 Scheidsrechter: Mohamed Benouza |
| 11 oktober 2009 «onderlinge duels» 18:00 (UTC) | Kanouté 89' | Verslag |        | Stade du 26 Mars, Bamako Toeschouwers: 15.000 Scheidsrechter: Mohamed Benouza |

|                                                   |                    |         |                                  |                                                                            |
| 14 november 2009 «onderlinge duels» 20:00 (UTC+3) | Soedan             | 1 – 2   | Benin                            | Al-Merrikh Stadion, Omdurman Toeschouwers: 600 Scheidsrechter: Slim Jedidi |
| 14 november 2009 «onderlinge duels» 20:00 (UTC+3) | Ishag 45+1' (pen.) | Verslag | 34' (pen.) Omotoyossi 62' Koukou | Al-Merrikh Stadion, Omdurman Toeschouwers: 600 Scheidsrechter: Slim Jedidi |

|                                                 |                     |         |                     |                                                                             |
| 15 november 2009 «onderlinge duels» 17:00 (UTC) | Ghana               | 2 – 2   | Mali                | Baba Yarastadion, Kumasi Toeschouwers: 39.000 Scheidsrechter: Badara Diatta |
| 15 november 2009 «onderlinge duels» 17:00 (UTC) | Amoah 65' Annan 83' | Verslag | 23' Fané 68' Ndiaye | Baba Yarastadion, Kumasi Toeschouwers: 39.000 Scheidsrechter: Badara Diatta |

### Groep E
De kwalificatie-reeks begon met een tragedie. Voor de wedstrijd tussen Ivoorkust en Malawi stortte een muur in, in de paniek werden 22 mensen vertrapt, oorzaak was dat er te veel kaartjes waren verkocht. De wedstrijd ging gewoon door en Ivoorkust won met 5-0. Concurrent Burkina Faso won net als Ivoorkust de eerst twee wedstrijden en speelden nu twee keer achterelkaar in de cyclus. Na een 2-3 zege in Burkina Faso veegde Ivoorkust de vloer aan met hun enige concurrent: 5-0 met twee doelpunten van steraanvaller Didier Drogba. Een gelijkspel tegen Malawi zorgde voor het definitieve puntje, tekenend voor de overmacht van Ivoorkust dat alle drie de concurrenten een negatief doelsaldo hadden
| Nr. | Land         | GW | W | G | V | DV | DT | DS  | Ptn | Resultaat                                 |
| --- | ------------ | -- | - | - | - | -- | -- | --- | --- | ----------------------------------------- |
| 1   | Ivoorkust    | 6  | 5 | 1 | 0 | 19 | 4  | +15 | 16  | Gekwalificeerd voor het WK en Afrika Cup. |
| 2   | Burkina Faso | 6  | 4 | 0 | 2 | 10 | 11 | –1  | 12  | Gekwalificeerd voor de Afrika Cup.        |
| 3   | Malawi       | 6  | 1 | 1 | 4 | 4  | 11 | –7  | 4   | Gekwalificeerd voor de Afrika Cup.        |
| 4   | Guinee       | 6  | 1 | 0 | 5 | 7  | 14 | –7  | 3   |                                           |

|                                              |                                            |         |                                  |                                                                                   |
| 28 maart 2009 «onderlinge duels» 18:00 (UTC) | Burkina Faso                               | 4 – 2   | Guinee                           | Stade du 4-Août, Ouagadougou Toeschouwers: 30.000 Scheidsrechter: Mohamed Benouza |
| 28 maart 2009 «onderlinge duels» 18:00 (UTC) | Kéré 23' Traoré 30' Dagano 55' (pen.), 71' | Verslag | 65' (pen.) Feindouno 86' Zayatte | Stade du 4-Août, Ouagadougou Toeschouwers: 30.000 Scheidsrechter: Mohamed Benouza |

|                                              |                                                        |         |        |                                                                                            |
| 29 maart 2009 «onderlinge duels» 17:00 (UTC) | Ivoorkust                                              | 5 – 0   | Malawi | Stade Félix Houphouët-Boigny, Abidjan Toeschouwers: 34.000 Scheidsrechter: Djamel Haimoudi |
| 29 maart 2009 «onderlinge duels» 17:00 (UTC) | Romaric 1' Drogba 6' (pen.), 27' Kalou 59' B. Koné 70' | Verslag |        | Stade Félix Houphouët-Boigny, Abidjan Toeschouwers: 34.000 Scheidsrechter: Djamel Haimoudi |

|                                              |        |         |              |                                                                              |
| 6 juni 2009 «onderlinge duels» 14:30 (UTC+2) | Malawi | 0 – 1   | Burkina Faso | Kamazustadion, Blantyre Toeschouwers: 25.000 Scheidsrechter: Kacem Bennaceur |
| 6 juni 2009 «onderlinge duels» 14:30 (UTC+2) |        | Verslag | 68' Dagano   | Kamazustadion, Blantyre Toeschouwers: 25.000 Scheidsrechter: Kacem Bennaceur |

|                                            |                 |         |                         |                                                                                       |
| 7 juni 2009 «onderlinge duels» 17:00 (UTC) | Guinee          | 1 – 2   | Ivoorkust               | Stade du 28 Septembre, Conakry Toeschouwers: 14.000 Scheidsrechter: Esam Abd El Fatah |
| 7 juni 2009 «onderlinge duels» 17:00 (UTC) | S. Bangoura 65' | Verslag | 44' B. Koné 72' Romaric | Stade du 28 Septembre, Conakry Toeschouwers: 14.000 Scheidsrechter: Esam Abd El Fatah |

|                                             |                        |         |                                         |                                                                                |
| 20 juni 2009 «onderlinge duels» 18:00 (UTC) | Burkina Faso           | 2 – 3   | Ivoorkust                               | Stade du 4-Août, Ouagadougou Toeschouwers: 33.056 Scheidsrechter: Jerome Damon |
| 20 juni 2009 «onderlinge duels» 18:00 (UTC) | Pitroipa 27' Bancé 78' | Verslag | 14' Y. Touré 54' (e.d.) Tall 70' Drogba | Stade du 4-Août, Ouagadougou Toeschouwers: 33.056 Scheidsrechter: Jerome Damon |

|                                             |                    |         |             |                                                                                         |
| 21 juni 2009 «onderlinge duels» 17:00 (UTC) | Guinee             | 2 – 1   | Malawi      | Stade du 28 Septembre, Conakry Toeschouwers: 14.000 Scheidsrechter: Khalid Abdel Rahman |
| 21 juni 2009 «onderlinge duels» 17:00 (UTC) | Feindouno 25', 43' | Verslag | 88' Msowoya | Stade du 28 Septembre, Conakry Toeschouwers: 14.000 Scheidsrechter: Khalid Abdel Rahman |

|                                                   |                  |         |              |                                                                           |
| 5 september 2009 «onderlinge duels» 14:30 (UTC+2) | Malawi           | 2 – 1   | Guinee       | Kamazustadion, Blantyre Toeschouwers: 15.000 Scheidsrechter: Coffi Codjia |
| 5 september 2009 «onderlinge duels» 14:30 (UTC+2) | Msowoya 46', 59' | Verslag | 38' Kalabane | Kamazustadion, Blantyre Toeschouwers: 15.000 Scheidsrechter: Coffi Codjia |

|                                                 |                                                                  |         |              |                                                                                         |
| 5 september 2009 «onderlinge duels» 17:00 (UTC) | Ivoorkust                                                        | 5 – 0   | Burkina Faso | Stade Félix Houphouët-Boigny, Abidjan Toeschouwers: 38.209 Scheidsrechter: Eddy Maillet |
| 5 september 2009 «onderlinge duels» 17:00 (UTC) | Panandétiguiri 12' (e.d.) Drogba 48', 65' Y. Touré 55' Keïta 68' | Verslag |              | Stade Félix Houphouët-Boigny, Abidjan Toeschouwers: 38.209 Scheidsrechter: Eddy Maillet |

|                                                  |            |         |            |                                                                                 |
| 10 oktober 2009 «onderlinge duels» 14:30 (UTC+2) | Malawi     | 1 – 1   | Ivoorkust  | Kamazustadion, Blantyre Toeschouwers: 25.000 Scheidsrechter: Abdellah El Achiri |
| 10 oktober 2009 «onderlinge duels» 14:30 (UTC+2) | Ngwira 64' | Verslag | 67' Drogba | Kamazustadion, Blantyre Toeschouwers: 25.000 Scheidsrechter: Abdellah El Achiri |

|                                                |         |         |                              |                                                                                   |
| 11 oktober 2009 «onderlinge duels» 17:00 (UTC) | Guinee  | 1 – 2   | Burkina Faso                 | Ohene Djanstadion, Accra (Ghana) Toeschouwers: 5.000 Scheidsrechter: Jamel Ambaya |
| 11 oktober 2009 «onderlinge duels» 17:00 (UTC) | Bah 82' | Verslag | 37' (pen.) Dagano 59' Bamogo | Ohene Djanstadion, Accra (Ghana) Toeschouwers: 5.000 Scheidsrechter: Jamel Ambaya |

|                                                 |              |         |        |                                                                                     |
| 14 november 2009 «onderlinge duels» 16:00 (UTC) | Burkina Faso | 1 – 0   | Malawi | Stade du 4-Août, Ouagadougou Toeschouwers: 20.000 Scheidsrechter: Esam Abd El Fatah |
| 14 november 2009 «onderlinge duels» 16:00 (UTC) | Dagano 47'   | Verslag |        | Stade du 4-Août, Ouagadougou Toeschouwers: 20.000 Scheidsrechter: Esam Abd El Fatah |

|                                                 |                             |         |        |                                                                                           |
| 14 november 2009 «onderlinge duels» 16:00 (UTC) | Ivoorkust                   | 3 – 0   | Guinee | Stade Félix Houphouët-Boigny, Abidjan Toeschouwers: 28.000 Scheidsrechter: Kenias Marange |
| 14 november 2009 «onderlinge duels» 16:00 (UTC) | Gervinho 16', 31' Tiéné 67' | Verslag |        | Stade Félix Houphouët-Boigny, Abidjan Toeschouwers: 28.000 Scheidsrechter: Kenias Marange |

## Gekwalificeerde landen (Afrika Cup)
| Land         | Gekwalificeerd als | Datum van kwalificatie | Aantal deelnames | Beste prestatie                                    |
| ------------ | ------------------ | ---------------------- | ---------------- | -------------------------------------------------- |
| Algerije     | Winnaar Groep C    | 6 september 2009       | 13               | Winnaar in (1990)                                  |
| Angola       | Gastland           | 29 juli 2007           | 4                | Kwartfinale (2008)                                 |
| Benin        | 2e in Groep D      | 11 oktober 2009        | 2                | Eerste ronde (2004, 2008)                          |
| Burkina Faso | 2e in Groep E      | 11 oktober 2009        | 6                | Vierde plaats (1998)                               |
| Egypte       | 2e in Groep C      | 10 oktober 2009        | 21               | Winnaar in (1957, 1959, 1986, 1998, 2006, 2008)    |
| Gabon        | 2e in Groep A      | 10 oktober 2009        | 3                | Kwartfinale in (1996)                              |
| Ghana        | Winnaar Groep D    | 20 juni 2009           | 16               | Winnaar in (1963, 1965, 1978, 1982)                |
| Ivoorkust    | Winnaar Groep E    | 5 september 2009       | 17               | Winnaar in (1992)                                  |
| Kameroen     | Winnaar Groep A    | 10 oktober 2009        | 15               | Winnaar in (1984, 1988, 2000, 2002)                |
| Malawi       | 3e in Groep E      | 14 november 2009       | 6                | Eerste Ronde ( 1984)                               |
| Mali         | 3e in Groep D      | 11 oktober 2009        | 5                | Finalist (1972)                                    |
| Mozambique   | 3e in Groep B      | 14 november 2009       | 3                | Eerste ronde 1986, 1996, 1998)                     |
| Nigeria      | Winnaar Groep B    | 11 oktober 2009        | 15               | Winnaar in (1980, 1994)                            |
| Togo         | 3e in Groep A      | 14 november 2009       | 6                | Eerste ronde ( 1972, 1984, 1998, 2000, 2002, 2006) |
| Tunesië      | 2e in Groep B      | 6 september 2009       | 13               | Winnaar in (2004)                                  |
| Zambia       | 3e in Groep C      | 14 november 2009       | 13               | Finalist (1974, 1994 )                             |